# 緊急地震速報

緊急地震速報システム

緊急地震速報（きんきゅうじしんそくほう、英: Earthquake Early Warning、略称:EEW）は、地震発生後大きな揺れが到達する数秒から数十秒前に警報を発することを企図した地震早期警報システムのひとつで、日本の気象庁が中心となって提供している予報・警報である。
2004年に一部試験運用を開始、2007年10月1日から一部の離島を除いた国内ほぼ全域すべての住民を対象とした本運用を開始した。
予測震度5弱以上などのときに発表されテレビ放送や携帯端末などで「（震度4以上などの）強い揺れとなる地域」を伝える「一般向け」（地震動警報・地震動特別警報）と、発表基準が低く第1報の精度が高くないものの迅速性が高く「各地の震度や揺れの到達時間」などが分かる「高度利用者向け」（地震動予報）の2種類がある。

## 概要
地震の発生直後に、震源に近い観測点の地震計でとらえられた地震波のデータを解析して震源の位置や地震の規模（マグニチュード）を直ちに推定し、これに基づいて各地での主要動の到達時刻や震度を予測し、可能な限り素早く知らせるものである。
主要動到達前のわずかな時間を適切に活用できれば、地震災害の軽減に役立つものと期待されている。例えば陸地から離れたところで発生する海溝型地震や震源の深いスラブ内地震に対しては、原理上数秒から数十秒の猶予時間が見込める。しかし、技術的な限界のため速報が主要動の到達に間に合わない場合があり、特に陸地を震源とするいわゆる震源の浅い直下型地震では激しく揺れる震央付近では原理上数秒しか猶予時間がない、あるいは間に合わないと考えられる。これに対しては、観測点を増やす、処理・伝達を高速化するなどの技術向上が少しづつ進められている。この他にも誤報のリスクなどもある。
当初から、発表にともない社会のさまざまなところで混乱が生じることが懸念されており、2004年の一部運用開始から試験的・限定的な発表に留められていたが、2007年10月1日に「一般向け」速報提供開始が決定されたことを受けて、直前まで広報手段について調整が行われた。速報に関する諸問題（問題点参照）を考慮しながら、テレビを皮切りに「一般向け」速報が順次拡大していき、国内向け携帯電話にも広く導入されているほか、「高度利用者向け」を提供する端末やソフトウェアが多様な方式・事業者によって提供されている。
なお、個人においても法人においても導入の可否はそれぞれの判断に任せられており、義務化の予定はない。
|              | 一般向け | 高度利用者向け |
| ------------ | --- | --- |
| 法的位置付け | 地震動警報・地震動特別警報 | 地震動予報 |
| 発表者       | 気象庁 | 気象庁および、地震動の予報業務許可事業者 |
| 発表内容     | - 発生時刻 - 震源 - 予測震度4以上または予測長周期地震動階級3以上の地域名                                                                             | - 発生時刻 - 震源 - 最大予測震度 - 予測震度4以上または予測長周期地震動階級3以上の地域名と震度・階級、主要動到達予測時刻 - 登録地点の主要動到達予測時刻 - （計算処理により震度と到達時刻が分かる） |
| 情報更新     | 発表対象でなかった地域が逐次予測で震度5弱以上または長周期地震動階級3以上に修正された場合に更新                                                       | 数秒 - 数十秒間隔で逐次更新 |
| 発表基準     | 2以上の観測点で観測され最大予測震度5弱以上または最大予測長周期地震動階級3以上 （地震動特別警報は最大予測震度6弱以上または最大予測長周期地震動階級4） | 100Gal以上を観測、または最大予測震度3以上か、最大予測長周期地震動階級1以上か、推定マグニチュード3.5以上                                                                                           |
| 発表対象     | 広く一般に発表（主にテレビ・ラジオ放送、携帯電話速報メールなど）                                                                                     | 登録利用者に配信（広く一般に公表・再配信している事業者もある） |
| 備考         | 現状、緊急地震速報の発表時には、警報と特別警報は区別されない                                                                                         | - |

### 長周期地震動に関する情報との連動
高層ビルなどで大きな被害をもたらす長周期地震動は、当初は緊急地震速報の警報などとは連動していなかったが、この揺れの大きさは震度では十分表現できないことから、長周期地震動と緊急地震速報との連動が検討されてきた。2023年2月1日より、長周期地震動階級を発表対象に加えた運用を開始した。

### 法的な位置づけ
緊急地震速報は地震動の予報・警報・特別警報に位置づけられ、ほかの予報（注意報）・警報・特別警報と同じく気象庁の義務となっている（気象業務法第13条）。2013年（平成25年）8月30日の特別警報施行により、地震動特別警報を新たに設定した。
地震動予報・警報・特別警報の区分（気象庁資料による）
 地震動特別警報
最大予測震度6弱以上または最大予測長周期地震動階級4で発表。強い揺れが予想される地域に対し、地震動により著しく重大な災害が起こるおそれのある旨を警告。
 地震動警報
最大予測震度5弱以上または最大予測長周期地震動階級3以上で発表。強い揺れが予想される地域に対し、地震動により重大な災害が起こるおそれのある旨を警告。
地震動予報
最大予測震度3以上、最大予測長周期地震動階級1以上または推定マグニチュード3.5以上で発表。
ただし、現状では速報性の技術的限界があることから、緊急地震速報の発表時には、警報と特別警報は区別されない。
重大性の差異に鑑み、気象庁が「一般向け」に発表する場合は、地震動警報・地震動特別警報を「緊急地震速報（警報）」または単に「緊急地震速報」の名称として発表する。地震動予報は「緊急地震速報（予報）」として「高度利用者向け」に発表される。
「一般向け」緊急地震速報は警報・特別警報に該当し、また、「高度利用者向け」でも「一般向け」の基準を満たすものが生じると、その一連の続報を含めて警報・特別警報扱いである。
気象庁以外の者は、原則として地震動の警報（特別警報を含む）を発表できず（同法第23条）、また予報の業務を行うには気象庁長官の許可が必要である（第17条）。また同法により、気象庁は、許可事業者の「予報」発表にあたっては、気象庁による「警報」との区別を利用者に周知すべきだと規定されている。
なお、「警報」については気象に関する警報と同様に、気象庁は「政令の定めるところにより、直ちにその警報事項を警察庁、国土交通省、海上保安庁、都道府県、東日本電信電話株式会社、西日本電信電話株式会社又は日本放送協会の機関に通知しなければならない」（第15条）と規定されている。なお、「特別警報」に該当する場合は、発表時には「警報」と表現に差異がないほか、地震動以外の特別警報と異なり、通知先の取扱に「警報」との差異はない。
本項目ではこれ以降は、警報と特別警報を区別せずに記述する。

## 歴史

### 制度年表
- 2004年2月25日：行政機関、交通、報道、通信などで希望する機関に対し「緊急地震速報」の試験運用を開始。対象は、九州東岸から関東までの地域。技術開発中の「ナウキャスト地震情報」と「リアルタイム地震情報」を統合したもの。
- 2005年
  - 3月30日：試験運用の対象地域を東北から北海道までの太平洋岸に拡大。
  - 6月8日：試験運用のデータ提供元に防災科学技術研究所の地震計が加わり、対象地域は日本のほぼ全域に拡大。
- 2006年8月1日：希望する企業などに対して、先行的な提供を開始。
- 2007年
  - 10月1日：この日の9時から「一般向け」速報を導入。先行的に提供していた速報は「高度利用者向け」として区別した。テレビ放送や一部の公共施設などでも速報が導入された。
  - 12月1日：この日施行の気象業務法改正で、緊急地震速報が予報および警報として位置づけられる。
- 2013年8月30日：この日施行の気象業務法改正で、最大予測震度6弱以上の緊急地震速報が特別警報に位置づけられる。

### 技術年表
- 1996年：兵庫県南部地震などを契機に高感度地震観測網（Hi-net）の整備が決定。のちに緊急地震速報のための観測の要となる、高感度地震計の設置が開始される（2011年現在、約800か所以上に設置）。一方、デジタル地震計による過去の地震波形の解析、高速大容量化が進む通信技術を応用して、速報的な地震情報の提供が検討され始める。
- 2003年4月：文部科学省、気象庁、防災科学技術研究所の共同で、リアルタイム地震情報の伝達が実用的に行えるようにすることを目的としたリーディングプロジェクト「高度即時的地震情報伝達網実用化プロジェクト[15]」を開始。平成19年度までに、防災科学技術研究所の「リアルタイム地震情報」と気象庁・鉄道総合技術研究所の「ナウキャスト地震情報」[16]を実用化に向けて統合し、地震情報を高速・高度化、迅速で正確な伝達手法の開発を目指すもの。
- 2004年12月：変位振幅計算用フィルタを修正。
- 2005年10月：マグニチュード推定式を切り替え。
- 2006年
  - 4月4日：1点処理による推定される震央距離が200キロ以上の場合に震源を決定しない処理を改善。
  - 9月：150キロより深いと推定された地震について、震度の予測が難しいため震度を発表しない対策を実施。
- 2009年8月3日：正午より、東南海沖ケーブル式海底地震計5点および、島嶼部2点の地震計を活用開始。また、地震の規模を過小評価する傾向のあった算出式を改良（後述）[17][18]。
- 2009年 - 2010年度：センサー部でA/D変換を行う耐雷トランスを設置し、雷対策を実施。
- 2011年
  - 3月1日：南西諸島8点、伊豆諸島1点、大分県1点の多機能型地震計10点を整備および活用を開始。
  - 8月11日：同年3月11日の東北地方太平洋沖地震（東日本大震災）後に誤報が多発したことを受けて、同時に発生した地震を区別し、弱い地震を計算から除外する修正プログラムの運用を開始（後述）。
- 2012年10月2日：震度予測の精度向上のため、観測点ごとに増幅度を導入。
- 2011年 - 2012年度：約72時間稼働する非常用電源やバックアップのための衛星回線を整備し、観測点欠測対策を実施。
- 2013年2月13日：マグニチュード推定の精度向上のため、新しい算出式を適用。
- 2015年3月31日：新たに熊野灘沖東南海震源域における地震・津波観測監視システム（DONET）2点、強震観測網（KiK-net）15点、多機能型地震50点の活用を開始[19]。これにより、警報発表までの時間を、南海トラフ沿いの巨大地震では数秒、首都圏直下の地震では最大1秒程度短縮できるとしている[19]。
- 2016年12月14日：この日の14時より、IPF法の運用を開始[20]。従来の手法より精度よく複数の地震を識別できるとしている。2017年4月20日の福島県沖の地震では、IPF法によって2地震の検測値が適切に分離された[21]。また2016年8月1日に発生した高度利用者向け緊急地震速報の誤情報発表（後述）を受けて、地震学的にありえない大きさの震幅値を除外、また観測点1点のデータによる処理時には、地震学的に考えられるマグニチュードの上限値を設けるといった対策も導入。
- 2017年3月22日：気象庁の緊急地震速報評価・改善検討会の中で、緊急地震速報の発表基準に長周期地震動を追加するべきと報告[22]。
- 2018年3月22日：この日の正午前より、PLUM法と従来の手法を組み合わせた緊急地震速報の運用を開始。PLUM法は震源の推定を行わずに予測地点近傍の地震計で観測された揺れの強さから震度を予測する手法で、震源域が広範囲に渡る巨大地震が発生した場合も精度の高い緊急地震速報が発表できる[23]。予測震度はPLUM法と従来法を比較して大きい方を発表する。また、過大な震度予測を防ぐため、従来法により推定した震源や規模が妥当かどうかを実際の揺れから評価する機能も導入[24]。さらに、PLUM法の運用開始とともに、観測点1点のデータによる処理時には電文中に予測震度を記載しなくなった。
- 2019年6月27日：既に一部が緊急地震速報に活用されていたDONET1および紀伊水道の南海地震想定震源域における地震・津波観測監視システム（DONET2）の全体、日本海溝から千島海溝海域における日本海溝海底地震津波観測網（S-net）のうち日本海溝より西側の地震計について、同日正午より活用を開始。これにより、発表までの時間を日本海溝付近で発生する地震については最大で25秒程度、紀伊半島沖から室戸岬沖で発生する地震については最大10秒程度短縮できるとしている[25]。
- 2020年
  - 3月24日：S-netのうち、日本海溝より東側を含めた全体の活用を同日午後より開始。これにより、日本海溝より東側で発生する地震について、発表までの時間を最大で10秒程度、S-netの観測データ活用開始前と比較して最大で30秒程度短縮できるとしている[26]。
  - 9月7日：同年7月30日に鳥島近海で発生した地震に対する緊急地震速報の誤報（後述）を受け、遠方の観測データによるマグニチュードの過大推定を防止するため、震源からの距離が700キロメートルを超える地点の観測データをマグニチュード算出に用いない緊急的な改善策の運用を同日11時より開始[27]。
- 2023年
  - 2月1日：長周期地震動を緊急地震速報の対象に追加する[9]。
  - 9月26日：この日の14時より、これまで複数の手法を用いていた震源推定手法をIPF法に一本化することで、揺れの過大予測の低減を図る改善策を実施。同時に、これまで用いてきた加速度計データに加え、速度計による観測点データも活用、また観測点増加に伴う処理負荷軽減のアルゴリズム改良といったIPF法の改良も実施[28][29]。

## 技術

### 開発の背景
緊急地震速報では、展開する観測網で地震波を監視し、P波しか検知していない段階で地震の推定を開始、一定規模の大きな地震を推定すると警報を発出する。技術史の上ではまず、S波を検知して警報の発出や機械制御との連動する技術が日本の東海道新幹線で1960年代に実用化されている。P波の段階で警報を出す技術は、1980年代の新幹線における試験運用を経て1992年東海道新幹線のユレダスで本運用に至っている。
日本では主に鉄道安全の分野で利用され一般への発表も行われていなかったが、1995年に起きた兵庫県南部地震（阪神・淡路大震災）が大きな契機となって一般公衆向けの地震警報システムにも関心が高まっていく。一般公衆に知らせるシステムは1993年メキシコの首都メキシコシティを対象としたSASが世界初となる。それに続いて、国内ほぼ全土を対象とし公衆に知らせる世界初のシステムとなったのが日本の緊急地震速報である。

### 利用されるデータ
利用される地震動の情報は、2020年3月24日時点で気象庁の約690か所の地震計・震度計に加え、1996年以降に整備された高感度地震観測網（Hi-net）や強震観測網（KiK-net）などの防災科学技術研究所の約1,000か所の観測点のデータである。2011年以降は地震発生の際に速報発表までの時間を短縮するため、南海トラフ沿いの海底に整備された防災科学技術研究所の地震・津波観測監視システム（DONETおよびDONET2）や、房総半島から根室沖の日本海溝沿いに敷設された日本海溝海底地震津波観測網（S-net）のデータが順次利用されている。

### 予測手法
発生時刻と震源位置を算出
震源距離の大森公式を改良したテリトリー法・グリッドサーチ法などに、既知の地震波速度分布などによる補正を行って求めるものであり、20世紀初頭には確立されている。国内数百か所で常時観測されている地震波形は、デジタル波形の帯域除去・帯域通過、レベル法、B-Δ法によるノイズ識別や震央距離算出が行われ、ある程度の大きさの振動を観測するとデータセンターに情報を送出する。複数観測点の情報がセンターに送られてきた場合はノイズの可能性が低く地震であると判断し、テリトリー法・グリッドサーチ法による発生時刻と震源位置の算出、マグニチュードの算出を行う。
マグニチュードと震度算出
P波到達後S波到着までの最大振幅による「P波マグニチュード（P波M）」を初期に適用し、適切な時間に全波形による最大変位振幅から求められる「全相マグニチュード（全相M）」に切り替える方法をとっている。そして、これらの震源要素をもとにして、統計的手法（経験的手法）により震源距離に既知の地盤の地震動増幅度による補正を加えて算出される各地点の表面最大速度（PGV）から最大震度を予測する。また、S波の理論走時から主要動到達時刻を予測する。これらの結果から、後述の基準に達した地震について速報を発表するが、実際のシステムでは精度向上や誤検知防止のためのさまざまな処理が加わる。

### 情報の伝達
緊急地震速報は秒単位を争う情報伝達であり、その処理や伝送に起因する警告の遅延時間を極力少なくして、地震の主要動が各地に到達するまでの事前の時間を少しでも長く確保する必要があり、配信システムやネットワークなどには高速化のための工夫がされている。
携帯電話などに配信された情報は分かりやすい情報となって映像や音声として表示されるが、さまざまな形態がある。専用の端末機器では、あらかじめ設置する場所の位置情報や地盤の状態などを設定するなどし、速報時には警報音を鳴らしたり、音声により地震の発生や震度などを伝え、文字や画像、ランプなどにより地震の発生や震度、揺れるまでの時間などを伝える。大型の施設などでは、警報音と音声により施設内に一斉に放送などを行うことがある。

## 速報時の対応

### 具体的対応の例
緊急地震速報を受け画像・文字や音声などでその情報を知ったとき、どのような対応をとれば安全性が高まるかという指針が関連機関による検討会で出されている。それによる対応の例を以下に挙げる。
「周囲の状況に応じて、あわてずに、まず身の安全を確保する」ことを最大の基本としている。
家庭、職場、学校などの屋内で速報を受け取った場合、S波が到達せず、P波が到達しているか到達前の段階で、ただちにまず窓や戸を開けて避難経路を確保したうえで、転倒物や飛散物から離れ、地震の発生直後と同じように机の下に隠れ、頭を防護し揺れに備えることなどが求められる（自分のいる場所が震度6強や7の非常に強い揺れであった場合には、S波が到達したら収まるまでは何もできない）。
商業施設、イベント会場など混雑する場所では、屋内と同様に頭を防護し、転倒物や飛散物・看板や照明などの落下物から離れることはもとより、混乱を防ぐため、出入り口に押しかけないこと、係員などの指示があればそれに従う（係員はただちにドアの開放作業にかかるはずである）。
屋外では、転倒物や看板・照明や窓ガラスなどの落下物から離れ、できれば耐震性の高い建物の中に避難することが求められる。加えて崖などの近くでは、崖崩れや落石のおそれがあるため、できるだけ崖などから離れることも求められる。海岸に近い場合は、津波に備えて速やかに高台や建物の高層階に避難することも必要である。
自動車の運転中は、まずハザードランプの点灯などで警告を行い、慌てずゆっくりと減速して、道路の左側に車を寄せて停止する。追突のおそれがあるため、急停止や急ハンドルは避ける。バスや電車の中では、つり革・手すりなどにつかまってしっかりと体を支えられるようにすることが求められる。また、エレベーター内にいる際はすべての階で止まるようボタンを押して、すばやくエレベーターから出ることが求められる。
慌てずに冷静に行動することが求められるため、事前に速報の受信を想定した訓練を何度も行うことが望ましい。たとえば、施設管理者向けの指針によれば、速報時の対応を盛り込んだマニュアルの作成やそれに沿った訓練などが求められている。また、速報システムを導入していない施設でも、テレビや携帯電話で速報が受信されることを考慮して、相応のマニュアル作成や訓練をしたほうがよいとされる。

### 速報の積極的活用
利活用の可能性については、文部科学省リーディングプロジェクト緊急地震速報の利活用の実証的調査・研究などにおいて先行的に調査が行われてきた。その後も、各研究所・企業にてさまざまな方面に緊急地震速報を利活用していくシステムが考えられている。以下に例を記す。
列車の運転制御、高度道路交通システムへの速報の組み入れ、運転中の車両への通知や誘導、信号機制御や交通規制、空港での発着規制、津波に備えた船舶への通知、津波に備えた水門の閉鎖の迅速化、施設内や人が多い場所での避難誘導・指示、家庭や職場などでの安全確保、電話などの通信回線の制御、エレベータや遊具などの制御、工場での稼働中システムの制御、医療や工事現場など危険性の高い場所での安全確保、電力系統・上下水道・都市ガスなどの制御など、多岐にわたる。
特に津波の予報に関しては、この緊急地震速報の予測値が活用されることで時間短縮が見込める。実際に2007年3月の能登半島地震や同年7月の新潟県中越沖地震では津波注意報が発表された際には、緊急地震速報を活用したことで時間が短縮された。また、2008年7月に福島県沖で発生した地震では約1分程度短縮できた。短縮できる時間は最大2分程度で、地震発生から1分程度で津波予報を発表できる可能性もある。
なお気象庁は、「高度利用者向け」は情報量が多く誤差の可能性があるという特性から、訓練を行って速報を冷静に判断して行動することが求められる。そのため、集客施設や防災無線など不特定多数の者がいるような場所では、予測震度4以上の地域に発表する「一般向け」（警報）の内容の範囲内で、「強い揺れ」がくることを簡素に伝えるのみにとどめて混乱を防止することを「お願い」として推奨している。

### 訓練
速報発表時の対応を実体験により習得し周知することなどを目的に、気象庁は毎年12月1日を緊急地震速報の訓練日として設定し、配信機関と協力して実施している。
また、気象庁は一般向けに「緊急地震速報の利活用の手引き及び緊急地震速報受信時対応行動訓練用キット」を作成し、日常生活のなかで緊急地震速報受信時の対応行動訓練を実施できるように提供している。
2012年6月28日には一般を対象とし、全国瞬時警報システム（J-ALERT）を運用する地方公共団体、防災行政無線による放送を実施する地方公共団体、庁舎内放送を実施する地方公共団体、その他の放送（コミュニティFM）などを実施する地方公共団体など256団体のほか合計1,400団体が参加し全国的な訓練が実施された。

## 速報の種類
既述のとおり2つに区別されている。「高度利用者向け」は、大抵のものは利用者側の端末において設定を行ったうえで豊富な情報が提供され、活用の仕方によってはより高い防災効果を生む。「一般向け」は速報を十分周知していない者にも適切な行動がとれるよう配慮された、最低限の情報のみを提供する。
それぞれの利活用システムの内容、利用方法、注意点などについては、上記の「リーディングプロジェクト」や各業界団体などにおいて検討が行われてきた。

### 「高度利用者向け」緊急地震速報
「高度利用者向け」緊急地震速報は、気象庁の多機能型地震計の1つ以上の観測点においてP波またはS波の振幅が100ガル以上となるか、もしくは解析によりマグニチュード3.5以上または最大震度3以上と予測される場合に、地震の発生時刻、震源の推定値の速報を行っている。
「高度利用者向け」情報は、まず地震が発生したことをいち早く知らせるための第1報を優先的に発表する。その後2つ以上の観測点で地震波が観測されれば、さらに解析を行い第2報、第3報と情報を更新していく。更新を重ね、予測の精度が安定したと判断されれば、最終報を発表し、これ以降はその地震の速報の発表を終了する。あらかじめ規定されている時間内に2つ以上の観測点で地震波が観測されなかった場合は、ノイズ（故障や誤報）と判断してキャンセル報を発表する。第1報では非常に大きな誤差が含まれ、雷などによる誤報の可能性も高い。第2報、第3報が発表され、時間が経過するに従い、精度が上がっていく。
「高度利用者向け」と「一般向け」の大きな違いは、以下の2点が指摘できる。「高度利用者向けは点の情報」、または「一般向けは面の情報（広範囲な地域）」を正確かつ十分に理解して利活用し、期待されている減災効果が十全に発揮されることが望まれる。
「高度利用者向け」は、実際に配信された緊急地震速報を利用して、ユーザーの希望に応じて、たとえば予測震度3以上（震度2では、地震の揺れを感知できない場合がある）で発報させることによって、実戦的な地震防災のリハーサルまたは訓練の機会を提供することが可能である。これに対して「一般向け」は、地震被害が予想される「警報」の場合のみに発報されるため、緊急地震速報に接する機会はきわめて稀である。
緊急地震速報の技術的限界から誤差は避けられないが、「予測震度3」だと分かった場合には、「（1）実際の震度は震度7ではない、（2）大きな揺れもこない、（3）大きな被害にはならない」ことが分かる。これが、高度利用者向け緊急地震速報の「安心」効果のひとつであり、「一般向け」緊急地震速報「警報」にはない効果である。
2004年2月25日から気象庁の試験運用が開始された。2004年10月の新潟県中越地震の際には、茨城県守谷市で地震波の到達より早く緊急地震速報が発表される様子がビデオ映像（明星電気）で記録されている。また2007年7月の新潟県中越沖地震では、東京都内の家庭において緊急地震速報の様子がビデオ映像（YouTube）に収められた。
緊急地震速報の特性をよく理解し、情報を混乱なく利用しうるとされた特定の分野に対しては、2006年8月1日から先行的に緊急地震速報の配信が始められた。ガス・電力・鉄道といったライフライン（たとえば、ガスなら主要動がくる前にガス供給をストップし火災を防ぐ。また鉄道では、防護無線を通じて緊急停止させる）や病院（手術中に地震に見舞われる際に患者を守る）などでの活用が想定されている。
この先行的な提供を受けるために必要な気象業務支援センターとの手続きが完了している機関数は2007年3月現在で地方公共団体や鉄道事業者、電力、ガス、製造、放送事業者など400を超えている。また、市町村防災行政無線を使った広域への情報提供やそれを利用した訓練が一部の自治体で行われており、2007年10月からはほかの自治体にも拡大されている。
「高度利用者向け」はパソコンやスマートフォンのアプリ等を利用して一般個人においても受信可能となるが、これらの特性をよく理解しないと混乱を招くケースがある。また、アプリの仕様によっては更なる混乱を引き起こす場合もある。2016年8月1日17時9分ころの誤報において、気象庁からはキャンセル報が発表されていたものの、一部アプリにおいてキャンセル報の自動送信に対応していなかった為に長時間にわたって情報が削除されず、アプリを利用するユーザーに混乱が発生した。

### 「一般向け」緊急地震速報
テレビ、ラジオ、集客施設での館内放送などによる公衆への提供は安易に実施すると混乱を招くおそれがあるため、情報利活用のあり方、情報の特性の周知などが十分に重ねられた。周知のために作成された一部のポスターには「ウルトラ兄弟（ウルトラマン・ウルトラセブン・ウルトラマンジャック・ウルトラマンA・ウルトラマンタロウ）」、子ども向けリーフレットには「クレヨンしんちゃん（野原一家・かすかべ防衛隊）」が起用されるなど、認知度が高いキャラクターを利用した広報活動もあった。こうした広報活動が行われたうえで、2007年10月1日9時から本格的に運用が始められた。
「一般向け」速報においては、地震波が2つ以上の地震観測点で観測され、最大震度5弱以上と予測された場合に、地震の発生時刻、震源の推定値、震央の地名、震度4以上を予測した地域名を速報している。その後、さらなる解析により震度3以下と予測されていた地域が震度5弱以上と予測された場合に、続報を発表する。続報では、新たに震度5弱以上および震度4が予測された地域を発表する。また、続報は地震検知から60秒以内のものに対して行われるという制限があった（2012年10月時点）。
なお、2011年3月11日の東北地方太平洋沖地震後は観測点の障害や余震・誘発地震の多発により誤差拡大や誤報が多発し予測精度が大きく低下したが、プログラム改善や余震の減少などにより、2011年度（2011年4月 - 2012年3月期）には回復してきている。

## 発表状況

### 発表状況の詳細
2007年10月1日から2011年2月末までの「高度利用者向け」（「一般向け」の基準に達した事例も含む）速報の全国の発表状況を見ると発表回数は以下のとおりである。
- 月間（24回 - 75回）
- 年間（120回 - 622回）[注 9]
- 月平均（約45回）
- 年平均（439回）[注 9]

また、東北地方太平洋沖地震（東日本大震災）が発生した2011年3月は月間1,191回と発表回数が2011年2月末までに比べ、突出して多く発表されている。
2016年4月は熊本地震の影響もあり、月間228回と2012年1月から2016年3月末までの月平均約88回より大幅に増加している。
なお「一般向け」の警報は、2007年10月1日から2011年3月11日の東北地方太平洋沖地震発生前までに17回（うち1回は誤報）、東北地方太平洋沖地震の本震とそれ以降は計100回（誤報あり、2012年1月27日現在）発表されている。2013年8月8日現在は、2007年10月1日から137回警報を出し、うち33回で震度3以上を観測しなかった。2024年3月末時点では、2007年10月から数えて総計298回の警報が発表されている。

### 緊急地震速報の発表回数
- 2007年10月1日から2025年5月末までの緊急地震速報の全発表回数[45]。

| 西暦   | 種類          | 1月        | 2月       | 3月         | 4月        | 5月        | 6月       | 7月       | 8月       | 9月       | 10月      | 11月      | 12月      | 合計        |
| ------ | ------------- | ---------- | --------- | ----------- | ---------- | ---------- | --------- | --------- | --------- | --------- | --------- | --------- | --------- | ----------- |
| 2007年 | 予報 （警報） | - （-）    | - （-）   | - （-）     | - （-）    | - （-）    | - （-）   | - （-）   | - （-）   | - （-）   | 48 （0）  | 33 （0）  | 39 （0）  | 120 （0）   |
| 2008年 | 予報 （警報） | 35 （0）   | 41 （0）  | 48 （0）    | 42 （1）   | 70 （1）   | 75 （3）  | 63 （2）  | 47 （0）  | 58 （1）  | 46 （0）  | 40 （1）  | 57 （0）  | 622 （9）   |
| 2009年 | 予報 （警報） | 44 （0）   | 39 （0）  | 34 （0）    | 34 （0）   | 24 （0）   | 54 （0）  | 36 （0）  | 65 （2）  | 47 （0）  | 44 （1）  | 39 （0）  | 47 （0）  | 507 （3）   |
| 2010年 | 予報 （警報） | 53 （0）   | 44 （1）  | 50 （1）    | 36 （0）   | 27 （0）   | 35 （0）  | 47 （0）  | 51 （0）  | 40 （1）  | 50 （1）  | 40 （0）  | 34 （1）  | 507 （5）   |
| 2011年 | 予報 （警報） | 50 （0）   | 74 （0）  | 1191 （45） | 770 （26） | 425 （5）  | 304 （5） | 248 （5） | 239 （3） | 188 （4） | 163 （1） | 135 （2） | 136 （1） | 3923 （97） |
| 2012年 | 予報 （警報） | 149 （2）  | 141 （3） | 142 （3）   | 128 （2）  | 129 （1）  | 118 （3） | 102 （0） | 107 （1） | 70 （0）  | 109 （0） | 77 （0）  | 134 （1） | 1406 （16） |
| 2013年 | 予報 （警報） | 81 （0）   | 99 （2）  | 53 （0）    | 103 （3）  | 91 （0）   | 83 （0）  | 102 （0） | 97 （2）  | 61 （1）  | 80 （0）  | 93 （0）  | 67 （1）  | 1010 （9）  |
| 2014年 | 予報 （警報） | 70 （0）   | 70 （0）  | 68 （1）    | 62 （0）   | 53 （0）   | 57 （0）  | 97 （2）  | 96 （1）  | 68 （1）  | 84 （0）  | 87 （1）  | 75 （0）  | 887 （6）   |
| 2015年 | 予報 （警報） | 67 （0）   | 88 （1）  | 90 （0）    | 77 （1）   | 71 （3）   | 84 （0）  | 74 （1）  | 88 （0）  | 81 （0）  | 92 （0）  | 86 （1）  | 75 （0）  | 973 （7）   |
| 2016年 | 予報 （警報） | 76 （1）   | 71 （0）  | 65 （0）    | 228 （20） | 101 （1）  | 89 （2）  | 95 （0）  | 71 （0）  | 80 （1）  | 92 （3）  | 124 （2） | 86 （1）  | 1178 （31） |
| 2017年 | 予報 （警報） | 77 （0）   | 72 （0）  | 61 （0）    | 60 （0）   | 52 （0）   | 55 （1）  | 79 （1）  | 73 （1）  | 52 （2）  | 53 （1）  | 57 （0）  | 77 （1）  | 768 （7）   |
| 2018年 | 予報 （警報） | 64 （2）   | 61 （0）  | 76 （1）    | 80 （2）   | 52 （1）   | 70 （2）  | 55 （1）  | 58 （0）  | 158 （2） | 97 （4）  | 68 （1）  | 69 （0）  | 908 （16）  |
| 2019年 | 予報 （警報） | 66 （1）   | 62 （1）  | 63 （0）    | 88 （0）   | 64 （1）   | 59 （2）  | 59 （0）  | 56 （1）  | 50 （0）  | 72 （0）  | 56 （0）  | 68 （2）  | 763 （8）   |
| 2020年 | 予報 （警報） | 60 （1）   | 54 （1）  | 60 （1）    | 76 （2）   | 74 （4）   | 96 （1）  | 59 （2）  | 46 （0）  | 67 （1）  | 42 （0）  | 43 （1）  | 77 （3）  | 754 （17）  |
| 2021年 | 予報 （警報） | 62 （0）   | 90 （1）  | 75 （1）    | 74 （0）   | 79 （1）   | 52 （0）  | 80 （0）  | 80 （0）  | 60 （1）  | 56 （3）  | 60 （2）  | 92 （2）  | 860 （11）  |
| 2022年 | 予報 （警報） | 81 （2）   | 63 （0）  | 150 （6）   | 74 （0）   | 83 （2）   | 78 （2）  | 49 （0）  | 64 （1）  | 68 （0）  | 65 （1）  | 66 （1）  | 72 （0）  | 913 （15）  |
| 2023年 | 予報 （警報） | 59 （1）   | 45 （1）  | 56 （0）    | 70 （0）   | 155 （12） | 74 （1）  | 49 （0）  | 51 （0）  | 82 （1）  | 60 （1）  | 61 （0）  | 62 （0）  | 824 （17）  |
| 2024年 | 予報 （警報） | 376 （20） | 104 （2） | 82 （2）    | 90 （4）   | 54 （0）   | 81 （2）  | 68 （0）  | 65 （2）  | 62 （0）  | 61 （0）  | 109 （1） | 63 （0）  | 1215 （33） |
| 2025年 | 予報 （警報） | 82 （1）   | 54 （0）  | 60 （1）    | 71 （1）   | 54 （0）   | - （-）   | - （-）   | - （-）   | - （-）   | - （-）   | - （-）   | - （-）   | 321 （3）   |

### 発表された警報の一覧
- 出典：[52][53]
- 震度6弱以上を観測した地震の警報[54]および特筆性のある警報に備考を付与。

#### 2008年 - 2010年
| 発表日時             | 震源           | 最大震度 | マグニチュード | 備考                         |
| -------------------- | -------------- | -------- | -------------- | ---------------------------- |
| 2008年4月28日 2:32   | 宮古島近海     | 4        | 5.2            | 初めて発表された一般向け警報 |
| 2008年5月8日 1:45    | 茨城沖         | 5弱      | 7.0            |                              |
| 2008年6月14日 8:43   | 岩手内陸南部   | 6強      | 7.2            | 岩手・宮城内陸地震           |
| 2008年6月14日 9:20   | 宮城北部       | 5弱      | 5.7            |                              |
| 2008年6月14日 12:27  | 岩手内陸南部   | 4        | 5.2            |                              |
| 2008年7月8日 16:42   | 沖縄本島近海   | 5弱      | 6.1            |                              |
| 2008年7月24日 0:26   | 岩手沿岸北部   | 6弱      | 6.8            | 岩手県沿岸北部地震           |
| 2008年9月11日 9:20   | 十勝沖         | 5弱      | 7.1            |                              |
| 2008年11月22日 0:44  | 根室半島南東沖 | 4        | 5.2            |                              |
| 2009年8月11日 5:07   | 駿河湾         | 6弱      | 6.5            | 駿河湾地震                   |
| 2009年8月25日 6:37   | （千葉東方沖） | -        | 4.1            | 誤報 （気象庁の情報より）    |
| 2009年10月30日 16:03 | 奄美大島北東沖 | 4        | 6.8            |                              |
| 2010年2月27日 5:31   | 沖縄本島近海   | 5弱      | 7.2            | 沖縄本島近海地震             |
| 2010年3月14日 17:08  | 福島沖         | 5弱      | 6.7            |                              |
| 2010年9月29日 16:59  | 福島中通り     | 4        | 5.7            |                              |
| 2010年10月3日 9:26   | 新潟上越地方   | 5弱      | 4.7            |                              |
| 2010年12月2日 6:44   | 石狩地方中部   | 3        | 4.6            |                              |

#### 2011年
| 発表日時             | 震源           | 最大震度 | マグニチュード | 備考                                               |
| -------------------- | -------------- | -------- | -------------- | -------------------------------------------------- |
| 2011年3月11日 14:46  | 三陸沖         | 7        | 9.0            | 東北地方太平洋沖地震                               |
| 2011年3月11日 17:40  | 福島沖         | 5強      | 6.0            |                                                    |
| 2011年3月11日 19:35  | 福島沖         | 4        | 5.1            |                                                    |
| 2011年3月12日 3:11   | 福島沖         | 3        | 6.0            |                                                    |
| 2011年3月12日 3:59   | 新潟中越地方   | 6強      | 6.7            | 長野県北部地震                                     |
| 2011年3月12日 4:08   | 茨城沖         | 4        | 5.2            |                                                    |
| 2011年3月12日 4:16   | 新潟中越地方   | 3        | 3.6            |                                                    |
| 2011年3月12日 4:31   | 長野北部       | 6弱      | 5.9            | 長野県北部地震の余震                               |
| 2011年3月12日 5:11   | 三陸沖         | 3        | 6.4            |                                                    |
| 2011年3月12日 5:42   | 長野北部       | 6弱      | 5.3            | 長野県北部地震の余震                               |
| 2011年3月12日 6:19   | 長野北部       | 3        | 3.7            |                                                    |
| 2011年3月12日 6:34   | 福島沖         | 4        | 4.8            |                                                    |
| 2011年3月12日 6:48   | 千葉東方沖     | 3        | 4.6            |                                                    |
| 2011年3月12日 22:15  | 福島沖         | 5弱      | 6.2            |                                                    |
| 2011年3月12日 22:24  | 宮城沖         | 3        | 5.0            |                                                    |
| 2011年3月12日 22:26  | 岩手沖         | 2        | 5.4            |                                                    |
| 2011年3月12日 23:34  | 茨城沖         | 3        | 5.6            | 実際には長野県北部で震度5弱を観測している          |
| 2011年3月12日 23:43  | 岩手沖         | 4        | 5.9            |                                                    |
| 2011年3月13日 8:24   | 宮城沖         | 5弱      | 6.2            |                                                    |
| 2011年3月13日 10:26  | 茨城沖         | 4        | 6.6            |                                                    |
| 2011年3月14日 10:02  | 茨城沖         | 5弱      | 6.2            |                                                    |
| 2011年3月14日 15:52  | 福島沖         | 4        | 5.2            |                                                    |
| 2011年3月14日 16:25  | 茨城沖         | 3        | 5.0            |                                                    |
| 2011年3月15日 1:35   | 新潟中越地方   | 2        | 2.5            |                                                    |
| 2011年3月15日 5:33   | 千葉東方沖     | 1        | 3.6            |                                                    |
| 2011年3月15日 7:29   | 福島浜通り     | 3        | 4.3            |                                                    |
| 2011年3月15日 22:31  | 静岡東部       | 6強      | 6.4            | 静岡県東部地震                                     |
| 2011年3月16日 2:40   | 千葉東方沖     | 2        | 4.0            |                                                    |
| 2011年3月16日 12:23  | 福島沖         | 2        | 4.7            |                                                    |
| 2011年3月16日 12:52  | 千葉東方沖     | 5弱      | 6.1            |                                                    |
| 2011年3月17日 21:32  | 千葉東方沖     | 4        | 5.7            |                                                    |
| 2011年3月19日 6:18   | 茨城沖         | 2        | 4.8            |                                                    |
| 2011年3月19日 8:32   | 岩手沖         | 4        | 5.7            |                                                    |
| 2011年3月19日 18:56  | 茨城北部       | 5強      | 6.1            | 茨城県北部地震により同時刻に連続発表された警報     |
| 2011年3月19日 18:56  | 茨城北部       | 5強      | 6.1            | 茨城県北部地震により同時刻に連続発表された警報     |
| 2011年3月19日 18:56  | 茨城北部       | 5強      | 6.1            | 茨城県北部地震により同時刻に連続発表された警報     |
| 2011年3月20日 14:19  | 福島浜通り     | 3        | 4.7            |                                                    |
| 2011年3月22日 12:38  | 千葉東方沖     | 4        | 5.9            |                                                    |
| 2011年3月23日 1:12   | 茨城沖         | 3        | 5.4            |                                                    |
| 2011年3月23日 7:12   | 福島浜通り     | 5強      | 6.0            |                                                    |
| 2011年3月23日 7:36   | 福島浜通り     | 5弱      | 5.8            |                                                    |
| 2011年3月23日 8:46   | 千葉東方沖     | 2        | 5.0            |                                                    |
| 2011年3月25日 20:36  | 宮城沖         | 4        | 6.3            |                                                    |
| 2011年3月27日 19:23  | 千葉東方沖     | 2        | 5.0            |                                                    |
| 2011年3月28日 7:23   | 宮城沖         | 5弱      | 6.5            |                                                    |
| 2011年4月1日 19:49   | 秋田内陸北部   | 5強      | 5.0            |                                                    |
| 2011年4月3日 16:38   | 福島沖         | 4        | 5.4            |                                                    |
| 2011年4月4日 18:29   | 福島沖         | 2        | 4.0            |                                                    |
| 2011年4月7日 23:32   | 宮城沖         | 6強      | 7.2            | 宮城県沖地震                                       |
| 2011年4月11日 17:16  | 福島浜通り     | 6弱      | 7.0            | 福島県浜通り地震                                   |
| 2011年4月11日 17:26  | 福島中通り     | 5弱      | 5.4            |                                                    |
| 2011年4月11日 18:05  | 福島浜通り     | 4        | 5.1            |                                                    |
| 2011年4月11日 20:42  | 福島浜通り     | 5弱      | 5.9            |                                                    |
| 2011年4月12日 8:08   | 千葉東方沖     | 5弱      | 6.4            | 千葉県東方沖の地震により同時刻に連続発表された警報 |
| 2011年4月12日 8:08   | 千葉東方沖     | 5弱      | 6.4            | 千葉県東方沖の地震により同時刻に連続発表された警報 |
| 2011年4月12日 10:23  | 千葉東方沖     | 2        | 4.2            |                                                    |
| 2011年4月12日 12:20  | 千葉東方沖     | 2        | 3.8            |                                                    |
| 2011年4月12日 14:07  | 福島浜通り     | 6弱      | 6.4            | 福島県中通り地震                                   |
| 2011年4月12日 16:14  | 長野北部       | 4        | 4.6            |                                                    |
| 2011年4月13日 10:07  | 福島浜通り     | 5弱      | 5.7            |                                                    |
| 2011年4月14日 6:43   | 福島浜通り     | 3        | 4.1            |                                                    |
| 2011年4月14日 12:08  | 福島浜通り     | 4        | 5.4            |                                                    |
| 2011年4月14日 20:24  | 福島浜通り     | 3        | 4.4            |                                                    |
| 2011年4月14日 21:24  | 福島浜通り     | 3        | 3.9            |                                                    |
| 2011年4月15日 23:34  | 岩手沖         | 3        | 5.0            |                                                    |
| 2011年4月16日 11:19  | 茨城南部       | 5強      | 5.9            |                                                    |
| 2011年4月19日 4:14   | 秋田内陸南部   | 5弱      | 4.9            |                                                    |
| 2011年4月19日 6:33   | 茨城沖         | 3        | 4.8            |                                                    |
| 2011年4月21日 22:37  | 千葉東方沖     | 5弱      | 6.0            |                                                    |
| 2011年4月24日 20:50  | 福島浜通り     | 3        | 3.1            |                                                    |
| 2011年4月30日 2:04   | 千葉東方沖     | 3        | 4.7            |                                                    |
| 2011年5月11日 4:22   | 千葉東方沖     | 2        | 4.2            |                                                    |
| 2011年5月11日 4:58   | 宮城沖         | 2        | 4.0            |                                                    |
| 2011年5月13日 17:19  | 福島浜通り     | 2        | 3.5            |                                                    |
| 2011年5月15日 7:30   | 根室半島南東沖 | 3        | 5.0            |                                                    |
| 2011年5月28日 22:54  | 福島浜通り     | 2        | 3.6            |                                                    |
| 2011年6月4日 1:00    | 福島沖         | 5弱      | 5.5            |                                                    |
| 2011年6月10日 22:39  | 宮城沖         | 3        | 4.4            |                                                    |
| 2011年6月23日 6:50   | 岩手沖         | 5弱      | 6.9            |                                                    |
| 2011年6月24日 23:46  | 福島沖         | 3        | 4.3            |                                                    |
| 2011年6月30日 8:16   | 長野中部       | 5強      | 5.4            |                                                    |
| 2011年7月5日 19:18   | 和歌山県北部   | 5強      | 5.5            |                                                    |
| 2011年7月12日 10:35  | 福島浜通り     | 2        | 3.2            |                                                    |
| 2011年7月23日 13:34  | 宮城沖         | 5強      | 6.4            |                                                    |
| 2011年7月25日 3:51   | 福島沖         | 5弱      | 6.3            |                                                    |
| 2011年7月31日 3:53   | 福島沖         | 5強      | 6.5            |                                                    |
| 2011年8月1日 23:58   | 駿河湾         | 5弱      | 6.2            |                                                    |
| 2011年8月12日 3:22   | 福島沖         | 5弱      | 6.1            |                                                    |
| 2011年8月19日 14:36  | 福島沖         | 5弱      | 6.5            |                                                    |
| 2011年9月21日 22:30  | 茨城北部       | 5弱      | 5.2            |                                                    |
| 2011年9月25日 3:12   | 福島浜通り     | 2        | 3.2            |                                                    |
| 2011年9月26日 16:49  | 日高地方中部   | 4        | 4.2            |                                                    |
| 2011年9月29日 19:05  | 福島浜通り     | 5強      | 5.4            |                                                    |
| 2011年10月5日 19:13  | 富山東部       | 2        | 3.6            |                                                    |
| 2011年11月21日 19:16 | 広島北部       | 5弱      | 5.4            |                                                    |
| 2011年11月24日 19:25 | 浦河沖         | 5弱      | 6.2            |                                                    |
| 2011年12月3日 5:55   | 千葉北東部     | 4        | 5.2            |                                                    |

#### 2012年 - 2015年
| 発表日時             | 震源             | 最大震度 | マグニチュード | 備考                                        |
| -------------------- | ---------------- | -------- | -------------- | ------------------------------------------- |
| 2012年1月12日 12:20  | 福島沖           | 4        | 5.9            |                                             |
| 2012年1月27日 13:19  | 千葉東方沖       | 3        | 5.0            |                                             |
| 2012年2月8日 21:01   | 佐渡付近         | 5強      | 5.7            |                                             |
| 2012年2月19日 14:54  | 茨城北部         | 5弱      | 5.2            |                                             |
| 2012年2月29日 1:57   | 千葉東方沖       | 1        | 3.7            |                                             |
| 2012年3月10日 2:25   | 茨城北部         | 5弱      | 5.4            |                                             |
| 2012年3月14日 21:05  | 千葉東方沖       | 5強      | 6.1            |                                             |
| 2012年3月27日 20:00  | 岩手沖           | 5弱      | 6.6            |                                             |
| 2012年4月1日 23:04   | 福島沖           | 5弱      | 5.9            |                                             |
| 2012年4月29日 19:28  | 千葉北東部       | 5弱      | 5.8            |                                             |
| 2012年5月14日 8:17   | 千葉北東部       | 3        | 3.7            |                                             |
| 2012年6月18日 5:32   | 宮城沖           | 4        | 6.2            |                                             |
| 2012年6月21日 13:19  | 宮城中部         | 2        | 3.3            |                                             |
| 2012年6月29日 2:44   | 千葉南部         | 3        | 4.5            |                                             |
| 2012年8月14日 11:59  | オホーツク海南部 | 3        | 7.3            |                                             |
| 2012年12月7日 17:18  | 三陸沖           | 5弱      | 7.3            |                                             |
| 2013年2月2日 23:17   | 十勝地方南部     | 5強      | 6.5            |                                             |
| 2013年2月25日 16:23  | 栃木北部         | 5強      | 6.3            |                                             |
| 2013年4月13日 5:33   | 淡路島付近       | 6弱      | 6.3            | 淡路島地震                                  |
| 2013年4月17日 17:57  | 三宅島近海       | 5強      | 6.2            |                                             |
| 2013年4月17日 21:03  | 宮城沖           | 5弱      | 5.9            |                                             |
| 2013年8月4日 12:28   | 宮城沖           | 5強      | 6.0            |                                             |
| 2013年8月8日 16:56   | （和歌山北部）   | -        | 2.3            | 史上最大の発表範囲誤報 （気象庁の会見より） |
| 2013年9月20日 2:25   | 福島浜通り       | 5強      | 5.9            |                                             |
| 2013年12月31日 10:03 | 茨城北部         | 5弱      | 5.4            |                                             |
| 2014年3月14日 2:06   | 伊予灘           | 5強      | 6.2            |                                             |
| 2014年7月8日 18:05   | 胆振地方中東部   | 5弱      | 5.6            |                                             |
| 2014年7月12日 4:22   | 福島沖           | 4        | 7.0            |                                             |
| 2014年8月10日 12:43  | 青森東方沖       | 5弱      | 6.1            |                                             |
| 2014年9月16日 12:28  | 茨城南部         | 5弱      | 5.6            |                                             |
| 2014年11月22日 22:08 | 長野北部         | 6弱      | 6.7            | 長野県神城断層地震                          |
| 2015年2月6日 10:25   | 徳島南部         | 5強      | 5.1            |                                             |
| 2015年4月20日 10:42  | 与那国島近海     | 4        | 6.8            |                                             |
| 2015年5月13日 6:12   | 宮城沖           | 5強      | 6.8            |                                             |
| 2015年5月22日 22:28  | 奄美大島近海     | 5弱      | 5.1            |                                             |
| 2015年5月25日 14:28  | 埼玉北部         | 5弱      | 5.5            |                                             |
| 2015年7月13日 2:52   | 大分南部         | 5強      | 5.7            |                                             |
| 2015年11月14日 5:51  | 薩摩半島西方沖   | 4        | 7.1            |                                             |

#### 2016年
| 発表日時             | 震源         | 最大震度 | マグニチュード | 備考                 |
| -------------------- | ------------ | -------- | -------------- | -------------------- |
| 2016年1月14日 12:25  | 浦河沖       | 5弱      | 6.7            |                      |
| 2016年4月1日 11:39   | 三重南東沖   | 4        | 6.5            |                      |
| 2016年4月14日 21:26  | 熊本地方     | 7        | 6.5            | 熊本地震の前震       |
| 2016年4月14日 22:07  | 熊本地方     | 6弱      | 5.8            | 熊本地震の前震の余震 |
| 2016年4月14日 22:38  | 熊本地方     | 5弱      | 5.0            |                      |
| 2016年4月15日 0:03   | 熊本地方     | 6強      | 6.4            | 熊本地震の前震の余震 |
| 2016年4月16日 1:25   | 熊本地方     | 7        | 7.3            | 熊本地震の本震       |
| 2016年4月16日 1:44   | 熊本地方     | 5弱      | 5.4            |                      |
| 2016年4月16日 1:45   | 熊本地方     | 6弱      | 5.9            | 熊本地震の本震の余震 |
| 2016年4月16日 3:03   | 熊本地方     | 5強      | 5.9            |                      |
| 2016年4月16日 3:55   | 熊本地方     | 6強      | 5.8            | 熊本地震の本震の余震 |
| 2016年4月16日 4:15   | 熊本地方     | 3        | 3.5            |                      |
| 2016年4月16日 7:11   | 大分中部     | 5弱      | 5.4            |                      |
| 2016年4月16日 7:42   | 熊本地方     | 4        | 4.2            |                      |
| 2016年4月16日 9:48   | 熊本地方     | 6弱      | 5.4            | 熊本地震の本震の余震 |
| 2016年4月16日 11:29  | 熊本地方     | 3        | 2.9            |                      |
| 2016年4月16日 14:27  | 熊本地方     | 4        | 4.6            |                      |
| 2016年4月16日 16:02  | 熊本地方     | 5弱      | 5.4            |                      |
| 2016年4月17日 19:30  | 大分中部     | 2        | 2.7            |                      |
| 2016年4月18日 20:41  | 熊本地方     | 5強      | 5.8            |                      |
| 2016年4月19日 17:52  | 熊本地方     | 5強      | 5.5            |                      |
| 2016年5月16日 21:23  | 茨城南部     | 5弱      | 5.5            |                      |
| 2016年6月16日 14:21  | 内浦湾       | 6弱      | 5.3            | 内浦湾地震           |
| 2016年6月21日 0:10   | 内浦湾       | 4        | 4.2            |                      |
| 2016年9月26日 14:19  | 沖縄本島近海 | 5弱      | 5.6            |                      |
| 2016年10月16日 16:37 | 宮城沖       | 4        | 5.2            |                      |
| 2016年10月21日 14:07 | 鳥取中部     | 6弱      | 6.6            | 鳥取県中部地震       |
| 2016年10月21日 14:53 | 鳥取中部     | 4        | 5.0            |                      |
| 2016年11月22日 5:59  | 福島沖       | 5弱      | 7.4            |                      |
| 2016年11月24日 6:23  | 福島沖       | 4        | 6.2            |                      |
| 2016年12月28日 21:38 | 茨城北部     | 6弱      | 6.3            |                      |

#### 2017年 - 2019年
| 発表日時             | 震源           | 最大震度 | マグニチュード | 備考                     |
| -------------------- | -------------- | -------- | -------------- | ------------------------ |
| 2017年6月25日 7:02   | 長野南部       | 5強      | 5.6            |                          |
| 2017年7月11日 11:56  | 鹿児島湾       | 5強      | 5.3            |                          |
| 2017年8月2日 2:02    | 茨城北部       | 4        | 5.5            |                          |
| 2017年9月8日 22:23   | 秋田内陸南部   | 5強      | 5.2            |                          |
| 2017年9月27日 5:22   | 岩手沖         | 4        | 6.1            |                          |
| 2017年10月6日 23:56  | 福島沖         | 5弱      | 5.9            |                          |
| 2017年12月6日 0:13   | 長野中部       | 4        | 5.3            |                          |
| 2018年1月5日 11:02   | 茨城沖         | 3        | 4.5            |                          |
| 2018年1月24日 19:51  | 青森東方沖     | 4        | 6.3            |                          |
| 2018年3月1日 22:42   | 西表島付近     | 5弱      | 5.6            |                          |
| 2018年4月9日 1:32    | 島根西部       | 5強      | 6.1            |                          |
| 2018年4月14日 4:00   | 根室半島南東沖 | 5弱      | 5.4            |                          |
| 2018年5月12日 10:29  | 長野北部       | 5弱      | 5.2            |                          |
| 2018年6月17日 15:27  | 群馬南部       | 5弱      | 4.6            |                          |
| 2018年6月18日 7:58   | 大阪北部       | 6弱      | 6.1            | 大阪府北部地震           |
| 2018年7月7日 20:23   | 千葉東方沖     | 5弱      | 6.0            |                          |
| 2018年9月6日 3:07    | 胆振地方中東部 | 7        | 6.7            | 北海道胆振東部地震       |
| 2018年9月6日 6:11    | 胆振地方中東部 | 5弱      | 5.4            |                          |
| 2018年10月4日 0:15   | 千葉東方沖     | 4        | 4.7            |                          |
| 2018年10月5日 8:58   | 胆振地方中東部 | 5弱      | 5.2            |                          |
| 2018年10月24日 1:04  | 与那国島近海   | 3        | 6.3            |                          |
| 2018年10月26日 3:36  | 宮城沖         | 4        | 5.7            |                          |
| 2018年11月2日 16:53  | 紀伊水道       | 4        | 5.4            |                          |
| 2019年1月3日 18:10   | 熊本地方       | 6弱      | 5.1            | 熊本地震                 |
| 2019年2月21日 21:22  | 胆振地方中東部 | 6弱      | 5.8            | 北海道胆振東部地震の余震 |
| 2019年5月10日 8:48   | 日向灘         | 5弱      | 6.3            |                          |
| 2019年6月18日 22:22  | 山形沖         | 6強      | 6.7            | 山形県沖地震             |
| 2019年6月24日 19:22  | 伊豆半島東方沖 | 4        | 4.1            |                          |
| 2019年8月4日 19:23   | 福島沖         | 5弱      | 6.4            |                          |
| 2019年12月18日 8:35  | 沖縄本島近海   | 4        | 5.1            |                          |
| 2019年12月19日 15:21 | 青森東方沖     | 5弱      | 5.5            |                          |

#### 2020年 - 2023年1月
| 発表日時             | 震源             | 最大震度 | マグニチュード | 備考                      |
| -------------------- | ---------------- | -------- | -------------- | ------------------------- |
| 2020年1月3日 3:23    | 千葉東方沖       | 4        | 5.8            |                           |
| 2020年2月1日 2:07    | 茨城南部         | 4        | 5.3            |                           |
| 2020年3月13日 2:18   | 石川能登地方     | 5強      | 5.5            |                           |
| 2020年4月20日 5:39   | 宮城沖           | 4        | 6.2            |                           |
| 2020年4月23日 13:44  | 長野中部         | 4        | 5.5            |                           |
| 2020年5月4日 22:07   | 千葉北東部       | 4        | 5.6            |                           |
| 2020年5月6日 1:57    | 千葉北西部       | 4        | 5.0            |                           |
| 2020年5月11日 8:58   | 茨城沖           | 3        | 5.8            |                           |
| 2020年5月19日 13:12  | 岐阜飛騨地方     | 4        | 5.4            |                           |
| 2020年6月25日 4:47   | 千葉東方沖       | 5弱      | 6.1            |                           |
| 2020年7月9日 6:05    | 茨城南部         | 4        | 4.7            |                           |
| 2020年7月30日 9:35   | （鳥島近海）     | -        | 6.0            | 誤報 （気象庁の会見より） |
| 2020年9月12日 11:44  | 宮城沖           | 4        | 6.2            |                           |
| 2020年11月22日 19:05 | 茨城沖           | 5弱      | 5.7            |                           |
| 2020年12月12日 16:18 | 岩手沖           | 5弱      | 5.6            |                           |
| 2020年12月18日 18:09 | 新島・神津島近海 | 5弱      | 5.0            |                           |
| 2020年12月18日 20:36 | 新島・神津島近海 | 4        | 4.6            |                           |
| 2021年2月13日 23:07  | 福島沖           | 6強      | 7.3            | 福島県沖地震              |
| 2021年3月20日 18:09  | 宮城沖           | 5強      | 6.9            | 宮城県沖地震              |
| 2021年5月1日 10:27   | 宮城沖           | 5強      | 6.8            |                           |
| 2021年9月16日 18:42  | 石川能登地方     | 5弱      | 5.1            |                           |
| 2021年10月6日 2:46   | 岩手沖           | 5強      | 5.9            |                           |
| 2021年10月6日 17:12  | 大隅半島東方沖   | 4        | 5.4            |                           |
| 2021年10月7日 22:41  | 千葉北西部       | 5強      | 5.9            |                           |
| 2021年11月1日 6:14   | 茨城沖           | 4        | 5.3            |                           |
| 2021年11月9日 1:14   | 福島中通り       | 4        | 4.9            |                           |
| 2021年12月3日 9:28   | 紀伊水道         | 5弱      | 5.4            |                           |
| 2021年12月9日 11:05  | トカラ列島近海   | 5強      | 6.1            |                           |
| 2022年1月4日 6:09    | 父島近海         | 5強      | 6.1            |                           |
| 2022年1月22日 1:08   | 日向灘           | 5強      | 6.6            |                           |
| 2022年3月8日 1:58    | 能登半島沖       | 4        | 4.8            |                           |
| 2022年3月16日 23:34  | 福島沖           | 5弱      | 6.1            | 福島県沖地震の前震        |
| 2022年3月16日 23:36  | 福島沖           | 6強      | 7.4            | 福島県沖地震              |
| 2022年3月16日 23:45  | 福島沖           | 3        | 4.8            |                           |
| 2022年3月18日 23:25  | 岩手沖           | 5強      | 5.6            |                           |
| 2022年3月23日 9:23   | 石川能登地方     | 4        | 4.3            |                           |
| 2022年5月9日 15:23   | 与那国島近海     | 3        | 6.6            |                           |
| 2022年5月22日 12:24  | 茨城沖           | 5弱      | 6.0            |                           |
| 2022年6月19日 15:08  | 石川能登地方     | 6弱      | 5.4            | 能登群発地震              |
| 2022年6月20日 10:31  | 石川能登地方     | 5強      | 5.0            | 能登群発地震の余震        |
| 2022年8月11日 0:53   | 上川地方北部     | 5強      | 5.4            |                           |
| 2022年10月2日 0:02   | 大隅半島東方沖   | 5弱      | 5.9            |                           |
| 2022年11月14日 22:27 | 石川能登地方     | 4        | 4.2            |                           |
| 2023年1月6日 13:44   | 石川能登地方     | 4        | 4.5            |                           |

#### 2023年2月 -
| 発表日時             | 震源                 | 最大 | 最大   | マグニチュード | 備考                      |
| 発表日時             | 震源                 | 震度 | 長周期 | マグニチュード | 備考                      |
| -------------------- | -------------------- | ---- | ------ | -------------- | ------------------------- |
| 2023年2月25日 22:27  | 釧路沖               | 5弱  | 1      | 6.0            |                           |
| 2023年5月5日 14:42   | 能登半島沖           | 6強  | 3      | 6.5            | 能登群発地震              |
| 2023年5月5日 14:53   | 能登半島沖           | 4    | 0      | 5.0            | 能登群発地震の余震        |
| 2023年5月5日 17:38   | 能登半島沖           | 3    | 0      | 4.3            | 能登群発地震の余震        |
| 2023年5月5日 21:58   | 能登半島沖           | 5強  | 2      | 5.9            |                           |
| 2023年5月5日 21:58   | 能登半島沖           | 5強  | 2      | 5.9            |                           |
| 2023年5月9日 5:14    | 石川能登地方         | 4    | 0      | 4.7            |                           |
| 2023年5月10日 7:14   | 能登半島沖           | 4    | 0      | 4.9            |                           |
| 2023年5月11日 4:16   | 千葉南部             | 5強  | 0      | 5.2            |                           |
| 2023年5月13日 16:10  | トカラ列島近海       | 5弱  | 0      | 5.1            |                           |
| 2023年5月22日 16:42  | 新島・神津島近海     | 5弱  | 1      | 5.3            |                           |
| 2023年5月26日 19:03  | 千葉東方沖           | 5弱  | 2      | 6.2            |                           |
| 2023年5月30日 17:49  | 能登半島沖           | 4    | 0      | 4.6            |                           |
| 2023年6月11日 18:54  | 苫小牧沖             | 5弱  | 1      | 6.2            |                           |
| 2023年9月19日 4:33   | 宮城沖               | 4    | 1      | 5.6            |                           |
| 2023年10月16日 19:42 | 宮古島近海           | 4    | 0      | 6.0            |                           |
| 2024年1月1日 16:06   | 石川県能登地方       | 5強  | 1      | 5.5            | 能登半島地震の前震        |
| 2024年1月1日 16:10   | 石川県能登地方       | 7    | 4      | 7.6            | 能登半島地震の本震        |
| 2024年1月1日 16:18   | 石川県能登地方       | 5強  | 2      | 6.1            | 能登半島地震の余震        |
| 2024年1月1日 16:39   | 能登半島沖           | 4    | 0      | 5.2            | 能登半島地震の余震        |
| 2024年1月1日 16:56   | 石川県能登地方       | 5強  | 2      | 5.8            | 能登半島地震の余震        |
| 2024年1月1日 17:02   | 石川県能登地方       | 4    | 0      | 5.0            | 能登半島地震の余震        |
| 2024年1月1日 17:07   | 能登半島沖           | 4    | 0      | 5.3            | 能登半島地震の余震        |
| 2024年1月1日 17:22   | 能登半島沖           | 5弱  | 0      | 4.9            | 能登半島地震の余震        |
| 2024年1月1日 18:03   | 能登半島沖           | 5弱  | 0      | 5.5            | 能登半島地震の余震        |
| 2024年1月1日 18:08   | 能登半島沖           | 5強  | 2      | 5.8            | 能登半島地震の余震        |
| 2024年1月1日 18:30   | 能登半島沖           | 4    | 0      | 4.9            | 能登半島地震の余震        |
| 2024年1月1日 18:39   | 能登半島沖           | 5弱  | 0      | 4.8            | 能登半島地震の余震        |
| 2024年1月2日 10:17   | 石川県能登地方       | 5弱  | 2      | 5.6            | 能登半島地震の余震        |
| 2024年1月3日 2:21    | 石川県能登地方       | 5強  | 1      | 4.9            | 能登半島地震の余震        |
| 2024年1月3日 10:54   | 石川県能登地方       | 5強  | 3      | 5.6            | 能登半島地震の余震        |
| 2024年1月3日 18:48   | 石川県能登地方       | 4    | 1      | 4.8            | 能登半島地震の余震        |
| 2024年1月6日 05:26   | 石川県能登地方       | 5強  | 1      | 5.4            | 能登半島地震の余震        |
| 2024年1月7日 14:37   | 石川県能登地方       | 4    | 0      | 4.6            | 能登半島地震の余震        |
| 2024年1月9日 17:59   | 佐渡付近             | 5弱  | 1      | 6.1            | 能登半島地震の余震        |
| 2024年1月16日 18:42  | 石川県能登地方       | 5弱  | 1      | 4.8            | 能登半島地震の余震        |
| 2024年2月11日 12:35  | 石川県能登地方       | 4    | 0      | 4.7            | 能登半島地震の余震        |
| 2024年2月26日 15:24  | 伊予灘               | 4    | 0      | 5.1            |                           |
| 2024年3月15日 0:14   | 福島県沖             | 5弱  | 1      | 5.8            |                           |
| 2024年3月21日 9:08   | 茨城南部             | 5弱  | 0      | 5.3            |                           |
| 2024年4月2日 4:24    | 岩手県沿岸北部       | 5弱  | 2      | 6.0            |                           |
| 2024年4月3日 8:58    | 台湾付近             | 4    | 1      | 7.7            | 花蓮地震（台湾で震度6強） |
| 2024年4月8日 10:25   | 大隅半島東方沖       | 5弱  | 0      | 5.1            |                           |
| 2024年4月17日 23:14  | 豊後水道             | 6弱  | 2      | 6.6            |                           |
| 2024年6月3日 6:31    | 石川県能登地方       | 5強  | 2      | 6.0            | 能登半島地震の余震        |
| 2024年6月3日 6:40    | 石川県能登地方       | 4    | 0      | 5.0            | 能登半島地震の余震        |
| 2024年8月8日 16:42   | 日向灘               | 6弱  | 3      | 7.1            | 日向灘地震                |
| 2024年8月9日 19:57   | 神奈川県西部         | 5弱  | 0      | 5.3            |                           |
| 2024年11月26日 22:47 | 石川県西方沖         | 5弱  | 2      | 6.6            |                           |
| 2025年1月13日 21:19  | 日向灘               | 5弱  | 2      | 6.6            |                           |
| 2025年3月18日 05:00  | 熊本県天草・芦北地方 | 4    | 0      | 4.8            |                           |
| 2025年4月18日 20:19  | 長野県北部           | 5弱  | 0      | 5.1            |                           |
| 2025年6月22日 17:15  | トカラ列島近海       | 4    | 0      | 5.1            |                           |
| 2025年6月24日 16:04  | トカラ列島近海       | 4    | 0      | 5.1            |                           |
| 2025年7月2日 15:26   | トカラ列島近海       | 5弱  | 0      | 5.6            |                           |
| 2025年7月6日 14:07   | トカラ列島近海       | 5強  | 0      | 5.4            |                           |

### 予測精度
震度4以上を観測した地震、または緊急地震速報で震度4以上を予測した地震について、観測と予測の震度階級がプラスマイナス1階級以内である地域の割合をスコアとして算出している。スコアは、警報を発表した場合は警報の最終報、警報を発表していない場合は予報の最終報の予測震度で計算している。
注：各年、年度で表しているものとする。また、年度は毎年4月に繰り上がる。
| 年度                 | スコア | 警報 発表回数 |
| -------------------- | ------ | ------------- |
| 2007年（平成19年）度 | 85.7%  | 0             |
| 2008年（平成20年）度 | 84.9%  | 9             |
| 2009年（平成21年）度 | 74.7%  | 5             |
| 2010年（平成22年）度 | 34.6%  | 48            |
| 2011年（平成23年）度 | 60.9%  | 60            |
| 2012年（平成24年）度 | 78.6%  | 10            |
| 2013年（平成25年）度 | 63.4%  | 8             |
| 2014年（平成26年）度 | 83.1%  | 6             |
| 2015年（平成27年）度 | 85.6%  | 7             |
| 2016年（平成28年）度 | 77.0%  | 30            |
| 2017年（平成29年）度 | 83.1%  | 10            |
| 2018年（平成30年）度 | 89.4%  | 15            |
| 2019年（平成31年）度 | 91.3%  | 9             |
| 2020年（令和2年）度  | 71.5%  | 16            |
| 2021年（令和3年）度  | 89.6%  | 17            |
| 2022年（令和4年）度  | 88.1%  | 9             |
| 2023年（令和5年）度  | 86.4%  | 39            |
| 合計                 | 合計   | 298           |

2009年度までは大きな震度を観測した地震の回数も少なくスコアも7割を超えていたが、2010年度末期3月11日に発生した東北地方太平洋沖地震後は余震も相次いで発生し、ほぼ同時に発生した複数の地震をひとつの大きな地震と処理したためスコアは下がった。その後、小規模な地震を予測計算から除外するようプログラムを改修し2012年度にはスコアが78.6%まで上昇した。その後も技術的改善を重ね、精度は増してきている。
なお、本運用開始から2024年3月31日までの間の「空振り」の割合は20%（60/298）、「見逃し」の割合は36%（92/257）である

## 利用形態

### テレビ放送・ラジオ放送
配信された緊急地震速報は、放送局によって震源の表示の有無、強い揺れの表示を地方単位、都道府県単位、震度速報の細分単位で選択できるため、表示形態が異なる。NHKでは、
などと表示されるが、民放局では
といったように、強い揺れが予想される地域の表示を地方名に省略したり、震源地は表示するものの、都道府県種別を表示しない放送局とあり対応はバラバラである。表示テロップに関しては3行前後で、かつ1ページで表示されている。また、ごく一部のテレビ局では「緊急地震速報（気象庁）」という文字を表示しない局があるうえに、例としても挙げたように広域にわたる場合は地方名で表示する（滅多に使用しない「北陸」や「甲信」なども表示する）ため、視聴者サイドとしては理解に時間がかかることもある。なお、原則としてNHKでは地上波・BSとも全国を対象に、民放は地上波が各々の放送エリア、BS・CSの衛星波（一部の放送事業者を除く）はNHKと同様全国を対象にしている。したがって、民放の地上波放送エリア外で緊急地震速報が発表された場合、地上波ではNHKでのみ速報が放送される。なお、放送大学学園は放送法において災害放送に関する規定が免除されており、放送大学 (基幹放送)では地上波・BSを問わず、テレビ・ラジオでの速報は行っていない（これは津波警報・注意報に関しても同様である）。
2007年10月1日に提供開始してから当面は、NHKと日本テレビは、NHKが独自に開発した特徴的なチャイム音（伊福部達作成）を、その他の民放局でもニュース速報の際の音声に似た音をチャイム音として利用してきた。NHKのチャイム音を推奨する気象庁の勧告により、NHKのチャイム音を使用する放送局が増えている（各局独自の音声を流すことも可能）。このチャイム音は2020年にグッドデザイン賞を受賞した。
震源の表示に関しては地震情報の震央地名が基準であるが、文字数の都合上、複数の地域がくくられたり、地名が簡略化されているところがある。海底が震源の場合、NHKでは「○○県沖で地震」（例：茨城県沖で地震）民放では「○○沖で地震」（例：福島沖で地震）という表示形態を用いる。地震が陸地を震源とした場合、「○○県で地震」（例：千葉県で地震）都道府県単位と表示している（広大な北海道は道央・道南・道東・道北と分けている）。

#### 日本放送協会（NHK）
NHKでは、2007年10月1日からTV・AM・FM全波で緊急地震速報を伝えている。ただし、あくまで国内向け放送のみであり、海外向け国際放送のNHKワールドではテレビ放送（NHKワールドJAPANおよびNHKワールド・プレミアム）においての緊急地震速報はチャイム・自動音声およびテロップ表示を含め、放送されない。ただし国際放送でも、NHKワールド・プレミアムでは日本国内向けニュース番組の同時放送時に緊急地震速報が出された場合は内容を伝える様子がそのまま流れる。一方、NHKワールド・ラジオ日本（短波・衛星デジタルラジオ）では、（日本国内放送波の同時放送を受けない）国際放送独自放送時間帯では放送されないが、ラジオ第1放送、FM放送、総合テレビ（「NHKのど自慢」放送時のみ）との国内同時放送の場合はラジオ・FM共用のネット送出回線を直受けしている関係上、そのまま放送される。そのため、ラジオの放送では日本国内だけでなく全世界の国や地域にも発信される。2020年3月1日から開始したテレビ（総合・Eテレ）のインターネット同時配信「NHKプラス」でも約30秒遅れであるが配信されている。
緊急地震速報のチャイム2回を流したあと、テレビ（ローカル番組の放送中割り込みも含む）では画面下半分に、「『緊急地震速報 （気象庁）』」と「◯◯で地震 強い揺れに警戒」との文言、および予測震源地と警戒区域の地図・都道府県名を表したテロップ（約1分間・生放送番組中は震度情報が入るまで継続して表示）と同時に「（チャイム2回）緊急地震速報です。強い揺れに警戒して下さい」（声は末田正雄〈協会嘱託局員））と2回繰り返しで自動音声が流れ、中波・FM放送およびラジオ国際放送（日本国内同時放送時のみ）では通常の番組を強制中断し、発生する都道府県地域を自動音声で伝える。
テロップがないラジオでは、次のように放送される。
例
太字で記載されている箇所は「（都道府県名）で地震」もしくは「（沖合または湾と灘）で地震」とアナウンスされる。また、揺れが予想される地域に対しての身の安全の確保および、車を運転中の人に対してのハザードランプをつけたうえでの緩やかな停車を促す自動音声も流される。なお、緊急地震速報の続報が出た場合は「緊急地震速報、続報です。」と自動音声が流れる。
ニュース番組担当のアナウンサーは速報発表時の教育・訓練を受けているため、適切な対応を取っている（ニュース番組以外の生放送番組の時も同様）。チャイムと自動音声が流れている間は一言も発せず、流れ終わると、
と繰り返し伝える。ただ、震源については画面に表示させているのみ。ラジオの放送（主にラジオ第1とラジオ国際放送）ではNHKラジオセンターのスタジオ（原則としてニューススタジオから。131スタジオ、132スタジオからの場合もあり。放送している番組がニュース番組の場合は自動音声の後にニュース番組担当の局員がそのまま伝える）にいる局員が緊急地震速報を伝える対応を取っている。テレビの放送（主に総合テレビ）ではニュース番組の放送中はニュース番組担当の局員が緊急地震速報を伝え、ニュース番組以外の番組の放送中は緊急地震速報が発表されてしばらく経ってから番組を中断しニュースセンターにいる局員が緊急地震速報を伝える対応を取っている。
また、地上デジタル放送では、これまでのアナログ放送に比べて受信地域によって異なるものの数秒の遅延があることから、先行してデータ放送を強制的に動作させることにより、画面上部に赤地に白文字で 緊急地震速報 の文字スーパーを表示させ、報知音を鳴らす対応策をNHK全局で実施することを2010年8月20日に発表し、実施している。「文字スーパー」の表示は7秒間、報知音は4秒間続く。これにより約1.0 - 2.5秒間の短縮が見込まれており、これまでの地上アナログ放送での「地図つきスーパー」の表示開始と地上デジタル放送での「文字スーパー」の表示開始の時間は、地上デジタル放送の受信地域によって異なるもののほぼ同じタイミングとなった。なおワンセグ・NHKプラスでは文字スーパーの表示は行われない。
この対応策は在京民放キー局5局、在阪広域4局ほか全国の地上波テレビのうち58社（2013年6月現在）が対応しており、さらにDlifeでは2012年3月の開局時から実施されていた。ただし、テロップの文字色や表示位置、内容は局により異なり、日本テレビのように ○○で地震 と震源地の文字スーパーを併記する局もある。。
NHKではテレビ・ラジオの放送のほかにも、NHKホール、スタジオパーク、みんなの広場ふれあいホールといったNHK放送センターの施設内にも館内放送で緊急地震速報が流れる（音声内容はラジオ放送と同じ）。
総合・Eテレ・BSのサブチャンネルでも流れる。しかもローカル編成（総合・Eテレ・ラジオ第1・ラジオ第2・FMでいずれも地上波）でも、該当する地域でも該当しない地域でも流れる。先述のように国際放送のテレビ・ラジオでも国内同時放送のときは流れる。

#### 民間放送
民放は緊急地震速報の放送に慎重であったが、テレビでは2007年10月以降、ラジオでは南海放送（RNBラジオ）が2007年10月1日、静岡放送（SBSラジオ）は2007年11月、エフエムもりぐち（FM HANAKO）は2008年2月から、在京の民放ラジオ局は2008年4月、そのほかのラジオ局も2008年4月以降、速報を放送する。
ラジオでは、生放送・収録番組を問わず通常番組が突然完全にカットされて自動音声が流れるため、聴取者が冷静さを失う可能性があるとの懸念があった。このため、2008年4月1日の導入当初は、在京（千葉、埼玉、神奈川の各県を含む）・在阪・在名の各民放ラジオでの緊急地震速報は各局の放送対象地域における最大予測震度が5強以上の時にのみ流されていた（したがって、震度5弱では、NHKでは流されても対象地域外の民放ラジオでは流されなかった）。在京・在名の各民放ラジオ局では2024年現在も引き続きこの基準での運用を維持しているが、在阪民放ラジオ局の一部については、2019年1月7日午前10時以降は、NHKとほぼ同基準となる『震度5弱以上』での発報に改められた。
地上波テレビ放送の場合も、在京民放キー局では緊急地震速報が流されても該当外になる地域の民放テレビでは流されないが、ニュース・情報番組では流されない地域でも緊急地震速報があった旨の内容が伝えられるケースもある（ただし逆に関東広域圏以外で緊急地震速報が出ても在京民放キー局のニュース・情報番組で触れられることがなく、通常の地震速報と同じ、発生後しばらくしてから伝えられる）。多くの民放局でチャイムはNHKと同一のものを使用している。また、日本テレビ（地上波・BS日テレ・日テレNEWS24共通）は「緊急地震速報です」というアナウンス（声は村山喜彦〈同局アナウンサー〉）がチャイム後に挿入していたものの、他局では追随する動きはみられなかった。
その後、2011年に入ってからはチャイム音だけでは分かりづらいという見解から日本テレビと同様の動きを取る局も出た。在京他局の追随例として、TBSは「緊急地震速報」（声は柳沢怜・TBS954情報キャスター（現：TBSラジオキャスター））、テレビ朝日はNHKと同じで「緊急地震速報です。強い揺れに警戒してください」（声は市川寛子〈同局広報局広報部〉）など。なお、フジテレビ（地上波・BSフジ・CS共通）は2013年3月まではアナウンスなしのチャイム音4回のみであったが、同年4月から、チャイムを4回鳴らしたあと、NHK同様のアナウンスが流れるようになった（声は向坂樹興〈フジ・メディア・テクノロジー。2020年現在はチャイムが2回に変更されている）。テレビ東京は2016年11月の六本木移転まではアナウンスなしのチャイム2回のみであったが、移転後は以前のフジテレビと同じくチャイムを4回鳴らしたあと、NHKと同様のアナウンスが流れるようになった（なお、NHKのチャイムの著作権はNHKが所有）。1秒を争うため、番組放送中のみならず、CM中・提供クレジットの読み出し中でもそこに被せる形で放送する。
在京民放ラジオ6局では、2008年1月17日に共同制作で事前周知特別番組をサイマル放送（同時放送）した。その後、3月に東京近県のFMラジオ3局も共同周知に参加した。
関西の民放各社は2008年7月1日を皮切りに全12社が2008年度内に導入。
東海3県の民放7社も同年9月1日に導入し、唯一導入のなかったエフエム岐阜（FM GIFU）も2009年1月1日に導入したため、全局が導入済みとなった。
WOWOWでは2008年4月1日に導入。当初は震度6弱以上の揺れが予想される地域が出た場合に速報を発表していたが、現在では最大震度5弱以上の揺れが予想される地域が出た場合に速報を発表している。
BS11では、データ放送による文字スーパーを表示させ、受信機器の内蔵音のみを鳴らす（チャイムやアナウンスはない）。録画再生時には非表示にすることができる（一部機種を除く）。
また、地上デジタル放送、ワンセグおよびBSデジタル放送ではGガイドを利用した配信が検討されている。インターネット同時配信・IPサイマルラジオ「radiko」でも大多数と同様にカットされるものの、J-WAVEなど一部の局の配信ではカットされずに放送されるが、radikoサイト上では「遅延が発生するため正確ではない」「震災対策にはラジオ受信機の利用を」の旨が表記されている。
このほか、CSの専門チャンネルでは導入されていない放送局もある。たとえば、ショップチャンネルでは開局当初から長年にわたって地震速報を伝える機能もなかった。しかし、東日本大震災により地震活動が活発化し本社も放送停止に追い込まれるなどの影響があったため、震災後は地震発生時にテロップで情報を流すようにしている。

##### 放送局による対応の違い表
| 放送局                              | 緊急地震速報を出す基準やエリア                                  | 速報音               | 遅延対策の文字スーパー実施有無                        | アナウンス内容                                                    | 地震情報に切り替える基準                                                                   |
| ----------------------------------- | --------------------------------------------------------------- | -------------------- | ----------------------------------------------------- | ----------------------------------------------------------------- | ------------------------------------------------------------------------------------------ |
| NHK                                 | 一般向け緊急地震速報を受信                                      | NHK                  | 実施                                                  | （チャイム2回） 緊急地震速報です。 強い揺れに警戒してください。×2 | NHK総合・ラジオ第1では即座に振り替え （NHK総合・ラジオ第1以外は震度6弱以上）               |
| 日本テレビ                          | 一般向け緊急地震速報を受信かつ関東で予測震度4以上               | NHK                  | 実施                                                  | （チャイム2回） 緊急地震速報です。×2                              | 状況に応じる                                                                               |
| テレビ朝日                          | 一般向け緊急地震速報を受信かつ関東で予測震度4以上               | NHK                  | 実施                                                  | （チャイム2回） 緊急地震速報です。 強い揺れに警戒してください。   | 津波警報、震度6弱以上または関東で震度5弱以上                                               |
| TBS                                 | 一般向け緊急地震速報を受信かつ関東で予測震度4以上               | NHK                  | 実施                                                  | （チャイム2回） 緊急地震速報×2                                    | 津波警報、震度6弱以上または東京23区で震度5強以上の場合                                     |
| テレビ東京                          | 一般向け緊急地震速報を受信かつ関東で予測震度4以上               | NHK                  | 実施                                                  | （チャイム4回） 緊急地震速報です。 強い揺れに警戒してください。   | 津波警報や大災害になった場合                                                               |
| フジテレビ                          | 一般向け緊急地震速報を受信かつ関東で予測震度4以上               | NHK                  | 実施                                                  | （チャイム2回） 緊急地震速報です。 強い揺れに警戒してください。×2 | 状況に応じる                                                                               |
| TOKYO MX                            | 一般向け緊急地震速報を受信かつ関東で予測震度4以上               | NHK                  | 実施                                                  | （チャイム2回） 緊急地震速報です。 強い揺れに警戒してください。   | 東京近郊で大災害が発生した場合                                                             |
| BS民放各社 （キー局系列・4Kと共通） | 一般向け緊急地震速報を受信                                      | NHK                  | BS日テレ・BS朝日・BSテレ東・BSフジは実施 BS-TBSはなし | 地上波と同じ                                                      | BSテレ東以外は状況に応じる BSテレ東は津波警報や大災害になった場合 （地上波とサイマル放送） |
| BS11                                | 一般向け緊急地震速報を受信 （データ放送による文字スーパーのみ） | 受信機器の内蔵音のみ | 実施                                                  | なし                                                              |                                                                                            |
| WOWOW                               | 一般向け緊急地震速報を受信 （テロップのみ）                     | 独自                 | 実施                                                  | チャイム2回のみ                                                   |                                                                                            |
| スター・チャンネル                  | 不明 （テロップのみ）                                           | 独自                 | なし                                                  | チャイム2回のみ                                                   |                                                                                            |
| TwellV                              | 一般向け緊急地震速報を受信                                      | NHK                  | なし                                                  | チャイム2回のみ                                                   |                                                                                            |
| Dlife                               | 一般向け緊急地震速報を受信 （英語併記あり）                     | NHK                  | 実施 （英語併記）                                     | チャイム4回のみ                                                   |                                                                                            |
| 日テレNEWS24                        | 一般向け緊急地震速報を受信                                      | NHK                  | なし                                                  | （チャイム2回） 緊急地震速報です。×2                              | 必ず                                                                                       |
| TBS NEWS                            | 一般向け緊急地震速報を受信                                      | NHK                  | なし                                                  | （チャイム2回） 緊急地震速報×2                                    | 必ず                                                                                       |
| ウェザーニュース                    | 高度利用者向け緊急地震速報を受信 （推定震度表示あり）           | なし                 | なし                                                  | なし                                                              | 震度3以上                                                                                  |

#### CATV

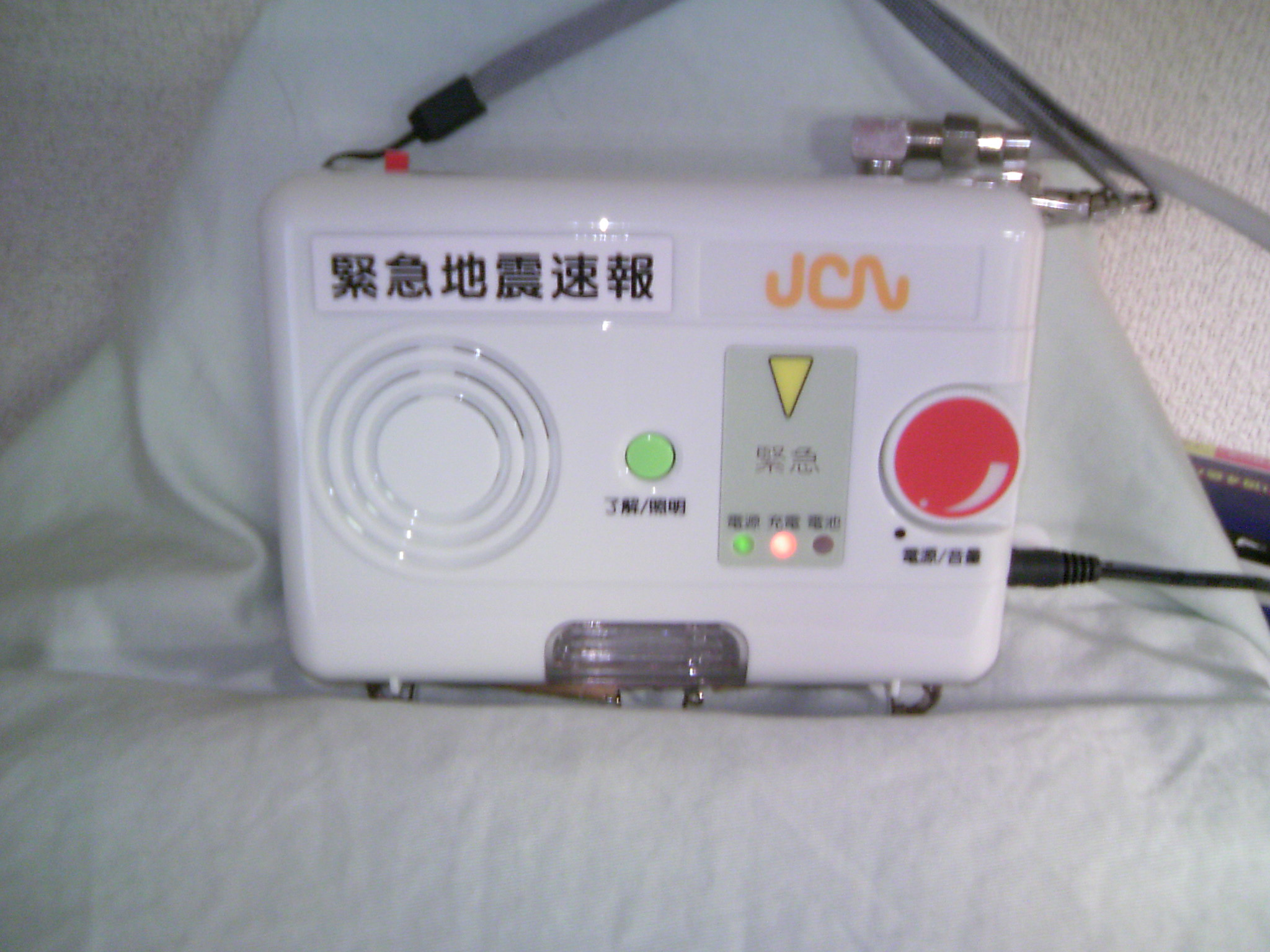
緊急地震速報端末（JCN船橋習志野のレンタル）

CATV分野においては、オプションとして緊急地震速報システム（親機・子機）が比較的安価に提供されている。JCNがレンタル契約で提供する端末では「高度利用者向け」緊急地震速報を受信し、予想震度と揺れまでの残り秒数（5〜0）を音声で知らせた。また、コミュニティFMを兼営しているCATV放送局では、この緊急地震速報システムを自社のコミュニティ放送でも同時使用しているケースがある。
なおケーブルテレビによっては、公共施設（県施設や市町村庁舎など）に機材を無償提供しているところもある。

#### 運用開始後
運用開始当日の2007年10月1日2時21分ごろ、神奈川県西部を震源とするM4.9で最大震度5強の地震が発生した。当日午前9時に一般向け緊急地震速報の提供が開始される予定だったため、この地震では一般向けは発表されず、字幕スーパーのみを予定していた局と地図表示を予定していた局のいずれも字幕スーパーのみで従来通りの地震速報を行った。
なおNHK、在京キー局（日本テレビ、テレビ朝日、TBS、テレビ東京、フジテレビ）の5局などでは地図と字幕スーパーを表示しているが、一部地方局、その他独立局では字幕スーパーのみ表示する場合もある。テレビで地図表示を行った場合、番組の内容として重要な部分が地図表示によって隠れてしまう事態が予想されている。「表示字幕スーパーだけは許せるが、地図表示されると困る」といった意見も考えられ、特にシリーズ物のドラマ番組・バラエティ番組・アニメ番組では苦情が殺到する可能性もある。そのため、折衷案として従来の字幕スーパー方式を使う局が増える可能性がある。
「一般向け」速報が初めて発表された例は、2008年4月28日2時32分の沖縄県宮古島近海を震源とする地震だった。NHKではラジオ第2放送（この時間は放送休止中で停波していたため流れなかった）および国際放送NHKワールド（テレビ・ラジオ）を除く全メディアで初めて緊急地震速報が流れた。しかし、この地震速報では震源地が海上であったため、海底に震度計がなく、陸地に到達してから地震波が観測された。そのため計算が間に合わず、ほぼ島全体にS波が到達したあとに警報が発表された。地震発生時、深夜だったために多くの人が緊急地震速報の発表を知ることができなかった。
また、2008年5月8日1時45分の茨城県沖を震源とする地震の緊急地震速報は、揺れが始まってから約58秒後に発表された。総合テレビでは、ニュース放送中に緊急地震速報が発表されたため、アナウンサーが緊急地震速報発表に関して報道中に、突然画面が切り替わり、同時に緊急地震速報のテロップも消え、『JAPANナビゲーション』の放送を開始するなどの手違いも発生している。これは、後番組の放送開始直前に発表されたことから、ニュースの延長対応ができなかったことなどが原因である。

### 衛星データ放送
衛星を介した緊急地震速報提供サービスに、モバイル放送の「Sバンド防災情報」があった。大きな地震によりライフラインが遮断されても、電線さえ確保されていれば衛星から緊急地震速報を受信するため、災害に向いている。また、受信端末によっては位置を変えてもGPSにより自動修正するものもある。なお、モバHO!は放送が終了しているため、すでに提供は終了している。

### 施設・広域放送等
文部科学省リーディングプロジェクトの「災害医療」の分野として、東京都立川市の国立病院機構災害医療センターにて2003年から利活用の実験・検証が行われてきた。2008年4月現在は、病院内の全館放送、エレベーター最寄り階停止、自動扉開放、放射線装置停止、情報表示機、現地地震計との連携（近い震源の地震に対応）を実施している。
また、「集客施設」の分野では、伊勢丹百貨店が全国10店舗で館内放送との連動を実施している。特に百貨店は不特定多数者が多い施設であるため、地震時の混乱を最小限にするためにも職員のみならず来客者自身も冷静な行動を心がける必要性がある。
そのほかの集客施設や公共施設などでも、システムの整備が完了した施設では、2007年10月から提供が始められている。
なお電子情報技術産業協会の「緊急地震速報に対応した非常用放送設備に関するガイドライン」（JEITA TTR-4701A）では、気象庁が発表する｢緊急地震速報（警報）」を受信した際には業務放送（BGM・案内放送・時報など）・火災の発報放送を中断して、全館一斉でNHKのチャイム音2回と男性の声で「地震です。落ち着いて身を守ってください」を2回放送する（合計15秒以下）ことを原則としている。
消防庁の全国瞬時警報システム（J-ALERT）を利用した自治体の防災行政無線による緊急地震速報も、2007年10月1日から開始した。システムの整備が完了した一部の市町村から提供が始められている。

### 携帯電話

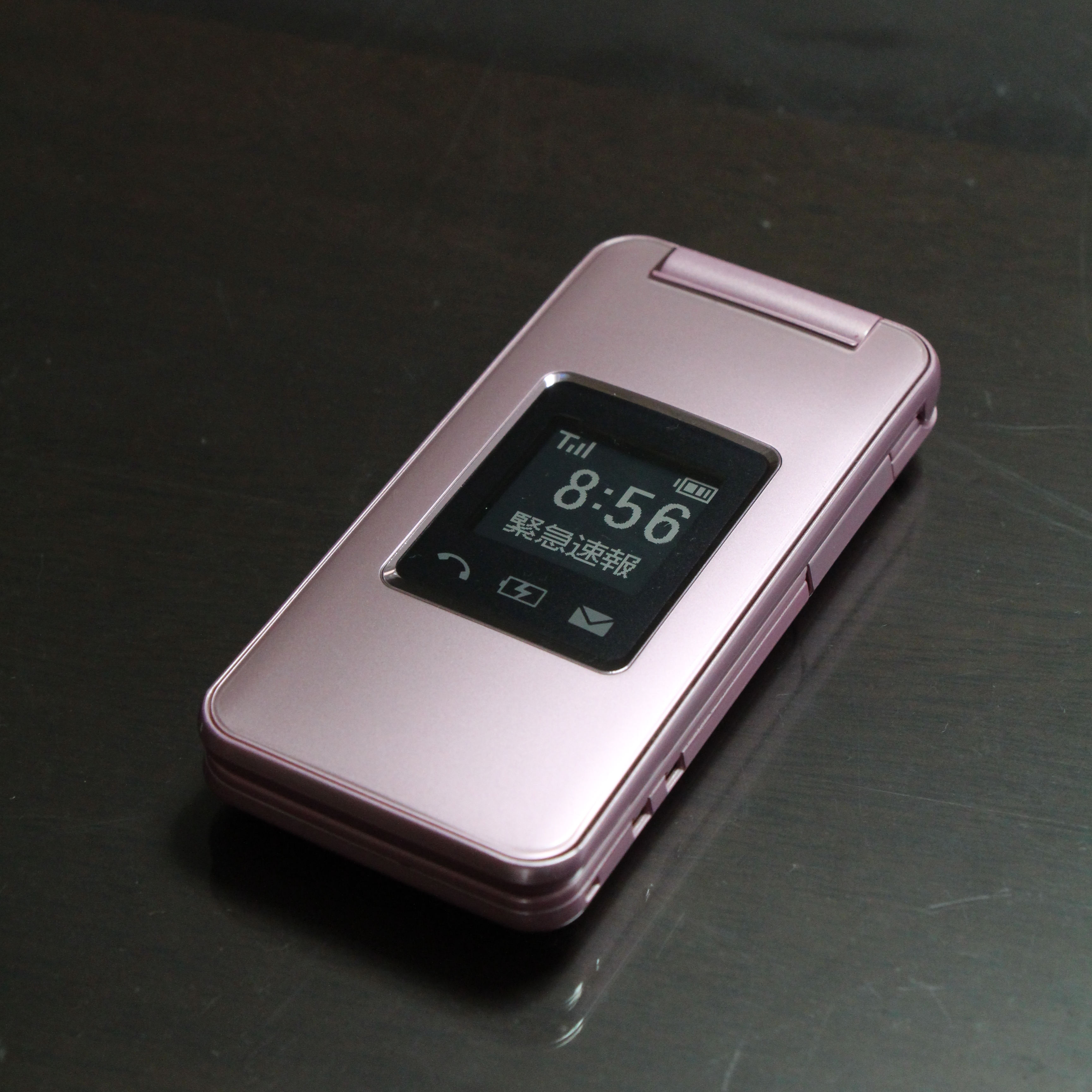
フィーチャーフォンの緊急地震速報受信例。画面下部に「緊急速報」の文字が見える。

携帯電話ではNTTドコモ・au（KDDI、沖縄セルラー電話連合）およびソフトバンク（SoftBankブランド、Y!mobileブランド）の端末で緊急地震速報を受信できるようにするため、配信システム・基盤をそれぞれ開発し、2007年発売の新機種から受信機能が搭載された。これらには、ドコモ・SBMについては、3GPPで標準化されているショートメッセージサービスの同報配信方式である「CBS (Cell Broadcast Service)」が使われる。また、LTEのデュアルモード端末（タブレットを含む）では、LTEの通信特性上、CBSでの通知では不向きであることから、「ETWS (Earthquake and Tsunami Warning System)」方式を採用している。なお、CDMA2000方式を使用するauでは、3GPP2が策定した「BroadcastSMS」と呼ばれる別方式が採用されている。
スマートフォンでは対応が遅れていたが、東日本大震災以後、対応の必要性が高まり、Android端末では2011年夏以降に各社から対応した機種が発売されたほか、既発売の機種も一部を除きソフトウェアアップデートで対応するようになった。またiPhoneもiOS 5の標準機能として緊急地震速報の機能が追加された。
緊急を要するため、報知音（“3回鳴って「地震です」という音声ガイダンス”が繰り返されるサイレン音）は“鳴らすか、切るか”（マナーモード）の設定のみで音量調整はできない。しかし、現在のAndroid端末のほとんどでは通知自体を切る、最大音量で鳴らす以外に通常通知と同じ設定を適用させる事もできる。なお、誤報を含めた全受信歴が保存される。
また、スマートフォン向けのアプリケーションとしてはAndroid向けやiPhone向けなどで数種類があるが、どれも初期設定などが必要である。アールシーソリューションがiPhone、Android用に緊急地震速報を受信できるアプリ「ゆれくるコール”for iPhone」を開発、App Storeで無料配信している。高度利用者向け緊急地震速報を利用して通知を行う。ただし回線の利用状況によって通知が遅れたり受信できないこともある。Android用には地震速報を通知するアプリ「なまず速報 β」なども配布されており、実験的にではあるがリアルタイム通知が可能である。こちらも通知が必ず行われる保証はない。
一方でWi-Fiだけの接続を含む機内モードや電源を切っている状態のように、モバイル回線を遮断する設定時は対象エリア内にいても受信しない。速報発表中に電源を入れたり、設定を解除したとしても追加の発表がされない限り通知はされない。端末の電波遮断中に発表された情報に関しては受信をしていない状態であったため履歴にも残らない。携帯電話端末には緊急警報放送システムとは違い、オフラインで速報を受信した段階で自動でオンラインになるような機能は存在しない。

#### NTTドコモ
NTTドコモは「エリアメール」サービスを2007年12月10日から無償で提供した。最初の対応機種は、2007年11月26日より順次発売のFOMA 905iシリーズ全機種、および2008年2月より順次発売予定のFOMA 705iシリーズのFOMAハイスピード対応の一部である。2010年冬モデルの一部より順次（2011年冬モデル以降のXiデュアルモード端末およびタブレットはすべて）、通知方式が、CBS方式からETWS方式に切り替えられている。ただし、2011年冬モデル以降の対応端末の一部は、緊急地震速報のみに対応する端末もある。
2012年3月発売の「フォトパネル 04」より、デジタルフォトフレームによるエリアメールの受信に対応している。

#### au（KDDI・沖縄セルラー電話連合）
KDDI、および沖縄セルラーは2008年3月25日から緊急地震速報サービス（Cメールを使用）を無償で提供した。最初の対応機種は、2008年1月9日から順次発売の2008年春モデルの大半の機種である。
2011年9月に発売されたデジタルフォトフレームSP03は緊急地震速報に対応している。
2012年1月31日に、緊急地震速報に加えて、国や自治体が発信するメールの配信を含む「緊急速報メール」が始まった。スマートフォン（ISシリーズ）では緊急速報メールを包括した「au災害対策アプリ」により受信する。アプリは2011年12月23日発売のIS11NやIS14SHにはプリインストール（2012年1月発売のIS12Fもプリインストール予定）され、既存のAndroid 2.2以上の端末にも順次、アップデートによって提供する。なお、このアプリは2023年3月31日にサービス終了している。
なお、スマートフォンについては、「au災害対策アプリ」がプリインストールされていない端末の中には、別アプリで緊急地震速報に対応しているものもある（SOI11など）。
フィーチャーフォンでは、F001と2012年夏以降に発売された全機種が緊急速報メールレベルまで対応している。

#### ソフトバンク

##### SoftBankブランド
2007年5月30日、他社と同様の緊急地震速報配信システムの開発を表明した。このとき、提供時期は「2008年度中」とアナウンスされたが延期され、2010年8月25日に一部エリアでサービスが開始された。サービス開始時点の利用できるエリアは関西圏、東海、東北（7県）、中国、四国エリアの全域と、関東エリアの一部地域に限られていた。2010年10月7日、全国対応を完了させた。
2009年9月16日には同社の携帯電話において初の対応機種となる831Nが発売された。2010年11月4日に行われた発表会で孫正義社長（当時）は「来年以降のモデルは徐々に増えてくる」と話し、2011年以降に発売されるモデルについて順次対応することを示唆していた。2011年4月18日、今後発売する携帯電話やスマートフォンについて、2011年度上期に発売する機種の一部を除くすべてと、2011年度下期以降に発売する機種のすべてに緊急地震速報の機能を搭載する予定であると発表した。また、すでに発売されていたスマートフォン7機種に対し、ソフトウェアアップデートで緊急地震速報の機能を追加することも合わせて発表されたが、このうちHTC製の2機種については後に対応が見送られた。2011年7月11日には、840Nについてもソフトウェアアップデートで緊急地震速報への対応を行った。SoftBank 3G端末としては2機種目の対応となった。
2011年9月に発売された、Android OS搭載のデジタルフォトフレーム、008HW（PhotoVision）も緊急地震速報に対応している。後に、緊急速報メールにも対応した。
2012年1月30日より、一部のスマートフォンにて、緊急地震速報を包括した緊急速報メールのサービスを開始する。スマートフォン以外では、105SHが発売当初より緊急速報メールに対応する。また、緊急地震速報アプリがインストールされている一部の端末については、緊急速報メールアプリにアップデートする予定である。

##### Y!mobileブランド
2014年8月のY!mobileブランド発足により、この時点で旧ブランドから継続販売された端末とY!mobileブランドの端末については、送信元や方式が異なるものの、事実上統一した内容となっている。
通信方式としては、約款上の「電話サービス（タイプ1・3）」（ソフトバンクモバイルからの提供）、「電話サービス（タイプ2）」（旧イー・アクセスからの提供）、「PHSサービス」（旧ウィルコムからの提供）の3様式となっており、「PHSサービス」については「緊急地震速報+津波警報のみ」（旧ブランドから継続されている端末に限る）、「電話サービス（タイプ1・3）」、「電話サービス（タイプ2）」については、災害避難情報なども加えられる。
2014年7月以前の契約で、同年8月以降にプラン変更など適用される約款の移行を伴わない場合は、以下の旧社の内容を参照。

###### イー・アクセス
対応については、長年明らかにされていなかったが、2013年3月7日、同日提供開始予定の緊急速報メールに包括されて提供開始。同日発売の、同社LTEスマートフォン初号機であるGL07Sがサービス対応初号機となった。
なお、EMOBILE 4G-S対応端末については、ソフトバンクのMVNO契約となるため、緊急速報メール (SoftBank)に準じて提供される。

###### ウィルコム/ウィルコム沖縄
2012年8月時点で、PHSにおける対応機種は存在しなかった。
ただし、WILLCOM CORE 3G端末で、PHS端末との抱き合わせ販売（新ウィルコム定額プランGSを基本料金プランとした場合）で提供される端末については、音声および海外ローミング以外はソフトバンクモバイル契約とほぼ同様のサービスが提供されるため、ソフトバンクモバイル側で対応している端末であればそのレベルまでは利用可能（2012年5月時点で、音声を伴う端末での対応はない）。
2012年6月21日発売のWX04Kは、ウィルコムの音声端末としては初めて緊急地震速報（のちに、アップデートで緊急速報メールに対応）に対応するが、データ回線は自社回線ではなく、WILLCOM CORE 3G（ソフトバンクモバイル網版）のネットワーク上でのみ行われるため、緊急地震速報についても、ソフトバンクモバイルの内容に準じて行われる形となっている。
2013年11月14日より、PHS単独契約の端末での提供が開始される。これに併せる形で、対応するWX11KおよびWX12Kが発売される。なお、デュアルモードの端末については、従来通り、ソフトバンクモバイル網のサービス（緊急速報メール）にて実施される。

##### ディズニー・モバイル
2011年12月現在、DM009SH、DM010SH、DM011SHのスマートフォン（Disney Mobileスマートフォン端末）3機種とデジタルフォトフレームであるDM001Photoのみが対応し、Disney Web対応機種（Disney Mobile 3G端末）は対応しない。
2012年2月17日に発売されたDM012SH以降の端末は、緊急地震速報を包括した緊急速報メールにも対応する。また、前述の4機種についても、2012年3 - 4月の間に行われたアップデートを適用することで、緊急速報メールレベルまで対応する。

#### 楽天モバイル
2019年から移動体通信事業者（MNO）として新規参入した楽天モバイルでは、緊急速報メールとして緊急地震速報の配信を行っている。

#### MVNO（仮想移動体通信事業者）
大手携帯キャリア（MNO）の回線を使用している関係上、緊急速報に対応した機種であれば、MVNO（仮想移動体通信事業者）と契約していても、MNOから発信された緊急速報を受信することができる。
ただし携帯電話端末によっては、緊急速報を表示する機能がないもの、報知音が鳴らないもの、訓練用の緊急速報では作動しないもの、通知の有無を設定できるもの、作動しないはずのテスト信号で作動してしまうものなどがあり、どのような動作になるかは携帯電話端末の実装に依存する。

### ラジオ受信機

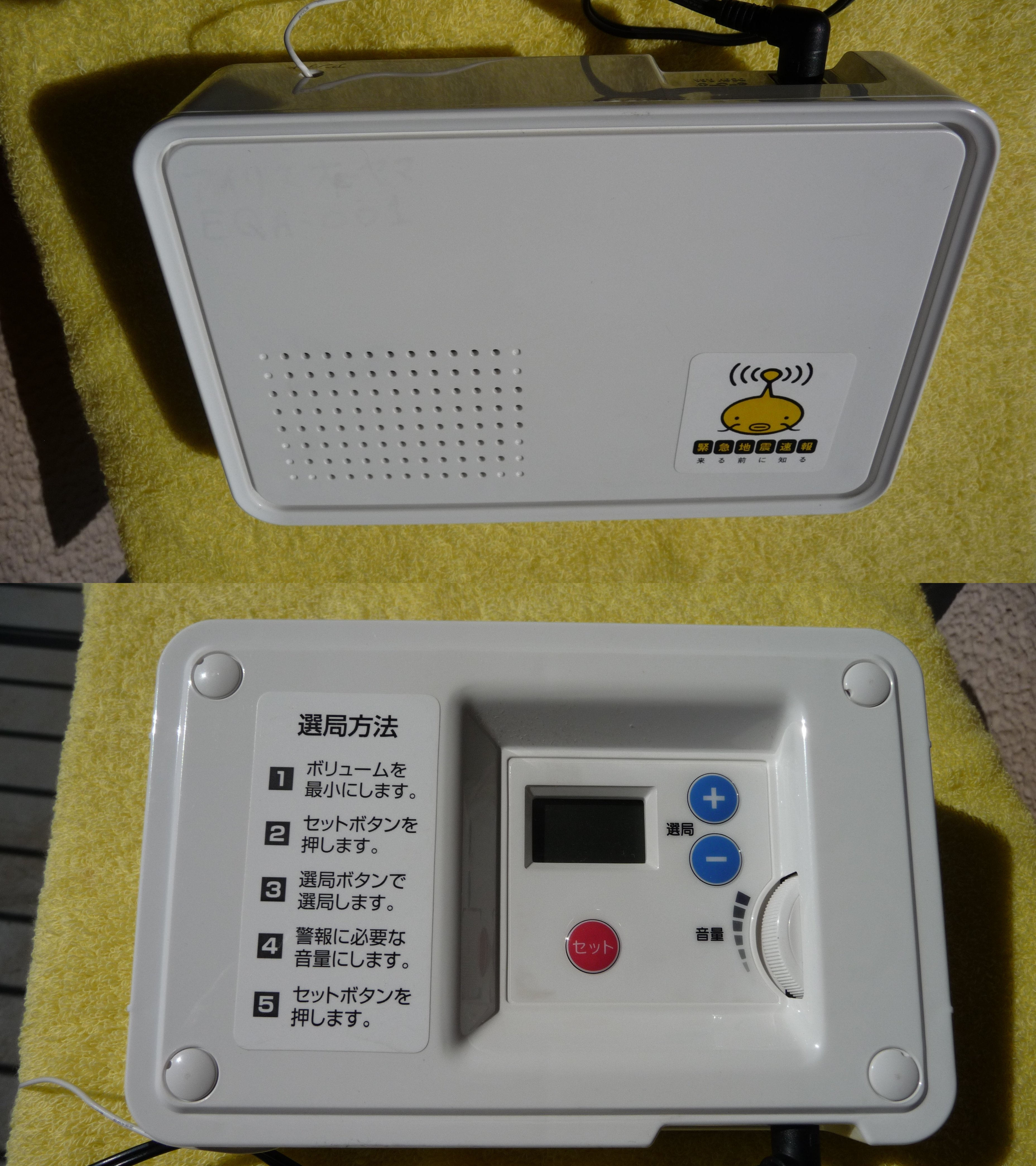
緊急地震速報機（アイリスオーヤマ EQA-001） 前面（上）、背面（下）常時AC電源を供給し地元のNHK FM放送局に合わせておく。通常音を発しないが、「緊急地震速報｣ 時に設定した大きな音で警告音やメッセージを発して地震発生を知ることができる。

ラジオで放送される一般向け緊急地震速報を検知して、速報発表を伝達する機器やソフトがある。一般向け緊急地震速報の『（チャイム）緊急地震速報です。........』という警報を発し、それを聞き地震の揺れが始まる数秒前に身構えることや対処ができる。警告は各地の震度などが判明する前に発せられるもので、地震そのものの詳しい内容は揺れが終わったあとに別途TVやラジオの「地震情報」として把握する必要がある。地震が起こる以前からラジオの電源が入っている場合は緊急警報速報を聞くことができる。
緊急地震速報機などと呼ばれる特殊なラジオでは、電源が待機状態の場合は電源が自動的に入りチャイム音の途中から聞こえる。チャイム音の始めから聞こえないのは、後述するように緊急地震速報にラジオの電源を入れる仕組みがないためである。軽度の地震では、揺れがおさまりしばらくすると再び電源は待機状態に戻り、静かになる。一般の家庭では、この緊急地震速報機などのラジオ受信機を家屋の中心などに置き音量も大きく設定しておき、住人の誰もが家屋のどこにいても就寝中でも警告を聞こえるようにする。
なお、緊急警報放送と違って緊急地震速報自体にはテレビやラジオの電源を入れる仕組みはない。NHKや民間放送は、気象庁が推奨する緊急地震速報の「報知音」と呼ぶ独特のチャイム音を採用している。このため「緊急地震速報機」や「地震津波警報機」などと称するラジオ受信機は、チャイム音の電気信号を内部で検知し、電源を待機状態から自動的にオンに切り替え緊急地震速報を聞ける機能を備える。
- タカコム EDR-100/100A[143] FMラジオ、避難訓練モード機能、オリジナル音源送出機能、外部制御出力、ページング機能
- アイリスオーヤマ
  - EQA-001[144]
  - EQA-101[145]
- アレクソン EEW100[146] AMラジオ、FMラジオ対応 外部音声入力、外部制御出力付き
- ユニデン EWR200[147] 緊急地震速報と緊急警報放送に対応
- 山善 YEW-R100[148] ユニデンEWR200のOEM提供を受けているもので、YAMAZENブランドにて発売されている
- エフ・アール・シー（同社では「防災ラジオ」と呼んでいる）
  - NX-109RD
  - FC-R119D（特定小電力無線機つき）

ラジオ局が放送している緊急地震速報を利用することで、情報受信料や特定の回線使用料が不要である。そのほか、ラジオ波を使用しているため、ブロードバンドが敷設できない地域でも利用できる。ただし、受信できるラジオ局が、緊急地震速報の放送に対応している必要がある。また、受信局によっては速報提供のサービス品質（早さ・対象地域など）が異なる場合がある。
2008年12月時点で予報業務許可事業者の緊急地震速報の受信端末機の累積出荷台数は13万台であり、2013年度までに26万台とする目標である。

### パソコン、インターネット
既存のインターネット回線とパソコン端末を用いた有償サービス「The Last 10-Second」の提供をウェザーニューズが2007年10月15日より開始した。Windows 2000以降を搭載したPCおよび常時接続可能なインターネット回線が必要である。2008年4月現在、個人が緊急地震速報に対応した専用端末を導入するためには多額の導入コストが必要であるが、既存の設備を活用することで安価にサービス提供できる点を特徴として挙げている。高度利用者向け緊急地震速報の分類に入るため、国内やその近海で発生したM3.5もしくは震度3以上の地震であれば、設定ですべてを受信することも可能。
ANET（アネット）は、2008年7月7日より緊急地震速報の震源情報およびユーザー所在地での予測震度と主要動（S波）到達までの猶予時間を暗号化して配信するANETアラートの受信ソフト「EQMessenger（イーキューメッセンジャー）」の販売を開始した。予測震度が設定値を超えると、NHKと同じ警報音とともに地図画面をポップアップ表示し、震源地、評価地点、地震動の到達をグラフィカルに表示する。
また無料で高度利用者向け緊急地震速報が受信できるソフト「SignalNow Express」が2010年9月から提供されている他、「Kiwi Monitor」、「JQuake」などの、強震モニタからの情報を受信するソフトも提供されている。

### インターネット端末
パソコンだけでなく、NTTのフレッツ回線に接続された専用端末でも提供されている。フレッツ回線はIPv6に対応していることが必要である。NTT東日本地域においてフレッツADSLは、IPv6付加サービス申し込みが必要。NTT西日本地域においてBフレッツとフレッツADSLは、IPv6付加サービス申し込みが必要。
速報サービス提供事業者として、NTTコミュニケーションズが提供する「緊急地震速報 フレッツタイプ」サービスの利用が必要である。発報時には、IPv6マルチキャストにより端末までデータを送信する。
「緊急地震速報 フレッツタイプ」の受信に対応した端末は、2011年現在で次のものがある。
- NTT東日本 ひかり電話ルータ （無線LANタイプ） ※東日本のみ提供
- NTT東日本・西日本 緊急地震速報受信端末 DW-100

2008年11月20日発売。東日本では、2011年4月に終売。
- 三洋電機 TEL-LANW60 家庭用電話機[158]

2008年6月20日発売。「高度利用者向け緊急地震速報」が利用できる。また、「緊急地震速報メール通知」機能により、設置されたTEL-LANW60が緊急地震速報を発報した際には、あらかじめ登録された3件までのメールアドレスに、「震央地名」「（本機の設置場所の）到達予測日時」「（本機の設置場所の）予測震度」などの緊急地震速報を通知する機能がある。
- NTT東日本・西日本 フレッツフォン VP1000、VP1500 ※西日本のみ販売中

### マンション用インターホン
マンションの共用部にインターネット回線と緊急地震速報の受信設備を設置し、インターホン設備に接続することにより、インターホンの機器・配線を活用して棟内に一斉配信するシステムが発売されている。受信した緊急地震速報は各住戸に設置されているインターホン親機からカラーモニターでの表示や警報音声で居住者に通知される。インターホン設備は緊急地震速報に対応した専用の機種が必要となるが、来客対応用に常に待機状態を維持しているインターホン親機から警報できることがメリットであり、新築マンションを中心に採用が急増している。

## 問題点と対策
緊急地震速報の算出に関係する技術的問題点は以下の通り。
- 原理上、震源に近い地域ほど、発表から揺れまでの猶予時間が短く、間に合わない場合が生じる。現在の観測網では、震源の浅い直下型地震で、大きな揺れに見舞われる地域では、緊急地震速報の発表に間に合わない（速報受信と大揺れが同時、若しくは大揺れが始まってからの場合もある）。
- 観測網の整備状況が原因で、観測点の間隔が広い地域では地震発生から揺れを感知するまでの時間が長くなり、猶予時間が短くなって間に合わない場合もある。離島における地震や、海溝型地震でこの傾向が強い。
- 複数の地震の地震波を同時に観測すると、同一の地震と判断して処理を誤り、過大な規模を算出する可能性がある。
- 規模が大きな地震ほど、揺れ始めてから最大になるまでの経過時間が長いため、規模を過小に評価する可能性が高まる。
- 規模が大きな地震ほど、周波数の高い（=周期の短い）揺れが飽和するため、規模を過小に評価する可能性が高まる。
- 連動型地震、深発地震、火山性地震、人工地震などの変則的な波形では、誤差が大きくなり、規模を過小評価・過大評価する可能性がある。
- それぞれの地震計付近の地盤の振動特性の違い、震源から地震計までの地震波伝播経路の地下構造の違いにより、規模を過小評価・過大評価する可能性がある。
- 地震計、処理装置のプログラムミスなどにより、誤った算出値を発表する可能性がある。
- 地震・豪雪[161]によって通信線切断や観測施設への電力供給が途絶え、地震計がデータを送れなくなった場合はその地点が空白地帯となり、地震発生から揺れを感知するまでの時間が長くなる。
- 宮古島や鳥島などの離島などは海底震度計がないため、過大・過小評価してしまうことがある。

伝達や広報、利活用に関係する問題点は以下の通り。
- 伝達方法により、遅延が生じる。技術的な問題、制度上の問題など短縮可能なものがある。
- 受信端末保有の有無、生活環境などにより、速報を見聞きする手段や確率が異なる。

### 設置場所とバックアップ
緊急地震速報システムの設置箇所は全国に2か所で、東京の気象庁本庁と大阪の大阪管区気象台に備えられている。普段は東京のシステムから速報を発表している。東京のシステムが使えない場合は大阪のシステムからの発表に切り替えることでバックアップ機能を果たし、2011年の改修作業実施の際は大阪のシステムを使用する。気象庁の地震観測施設においては、2012年度（平成24年度）よりバックアップ用に衛星回線と72時間供給可能なバッテリを付加する改修が行われている。

### 発表までの処理に併うロス
地震発生直後の観測データを解析して速報を出すため、P波とS波がほぼ同時に到達するような震源に近い地域では、速報が大きな揺れに間に合わない。現在の算出式ではP波到達後3秒後の波形から規模を算出しているため、3秒+算出処理時間数秒 - 数十秒間が発表までの処理に伴うロスである。仮に深さ0キロで地震が発生した場合、理論上1秒あたり約2.3キロの差があるため、震央距離がロス時間×2.3キロの範囲で、S波到達までに間に合わないと考えることができる。実際には深さや地域による差があるため1秒あたり2 - 4キロ程度の値をとる。例として、2007年10月1日未明に神奈川県西部で発生し最大震度5強を観測したM4.9の地震では、仮にシステムが運用されていても箱根町や小田原市でP波検知とほぼ同時にS波が到達しており、速報発表が初期微動検知から32秒後であったためこのケースに該当する。
2010年11月26日、総務省は行政評価として、国土交通省に緊急地震速報を含む警報の改善を勧告した。2007年12月の導入以来「一般向け緊急地震速報」が対象地域全域で主要動が到達するまでに間に合ったケースが12件中1件であったこと、ほかの5件で最大震度を実際より低く予測し「一般向け緊急地震速報」を発表しなかったことを理由としている。

### 発表後の処理に伴うロス
また、気象庁が速報を発表してから情報が末端まで配信されるまでの間にも、ロスが生じる。全般的な遅延要因としては、配信事業者や予報業務許可業者を利用して受信する場合、気象業務支援センターを経由して配信されており、末端ユーザーへの配信が遅延する場合がある。
また、テレビ放送においては速報開始後、デジタル放送はアナログ放送よりも遅延が長いことが分かった。少なくとも2008年5月には報道され、翌6月に発生した岩手・宮城内陸地震の際に、地上デジタル放送・BSデジタル放送は約2 - 3秒、ワンセグでは約4 - 5秒、それぞれ地上アナログより遅れることが明らかになった。同9月に総務省はデジタル放送推進協会と電波産業会に技術開発を要請し、2009年9月に地上デジタル放送に対しては0.5秒まで遅延の短縮が可能だが、受信機の仕様を変更する必要があると発表した。この遅延を短縮するためNHKは全局で文字スーパーの先行表示を実施し、在京民放5局、在阪広域4局なども追従している。
ラジオ放送においては、「（チャイム2回）緊急地震速報です。○○で地震。」と震源地が分かるまで約5秒掛かる。

### 観測網の粗い地域でのロス・誤差
緊急地震速報の情報源である観測点の密度が低い地域が日本には存在する。本土から離れた離島である伊豆諸島、小笠原諸島、南西諸島などである。また、これ以外の地域でも、離れた海域で地震が発生した場合は同じような状況下におかれる。こういった地域では、速報発表に必要な複数観測点で地震波を検知するまでに時間がかかるほか、観測点数が少ないため多数の観測点のデータを比較して精度を上げることが難しく、震源・規模・震度などの誤差が拡大しやすい。
こういった問題は、2008年4月28日の沖縄県宮古島近海を震源とする地震を契機に問題視された。この地震では、震源が海域だった。そして海底には地震計がなく、宮古島に地震波が到達して初めて観測され、速報が発表されたのは午前2時32分25秒だった。しかし、宮古島市の揺れの到達は午前2時32分20秒と、およそ5秒の差が出た。海底に地震計が設置されていた場合、速報が発表された可能性もある。さらに、速報で発表された震源が実際よりも南に30キロ離れるという誤差があった。また、同年8月5日に宮古島近海を震源とする震度1の地震が発生したが、この際の「高度利用者向け」予報第3報では最大震度3と発表され、深さが実際と10キロ前後、マグニチュードも1程度の誤差が生じた。第1報ではさらに誤差が大きかった。
沿岸部を震源とする地震の場合、いずれも同じことが発生している。まず、第1報の情報源となる地震波を検知すると、震源の深さまでは特定が困難であるため、P波・S波の時間差から、震源・規模を算出する（この場合、多くは深さが10キロと発表）。次に、第2報の基となる地震波検知で、P波・S波から震源・規模を算出する。第1報と照らし合わせ、時間差が極端であれば震源の深さを算出する。上述の地震を例にすれば、この算出方法は成り立つ。逆に内陸部での地震の場合、地震計がある程度密集している地点では深さなどが容易に算出することが可能となるため、誤差は起きにくい。
海域が震源となる地震の場合、海底で地震波が観測できず、陸地に到達して初めて観測されたため、速報発表が遅れる。また、「一般向け」緊急地震速報は、最低でも2か所以上の地震計が揺れを観測してから速報を発表しているため、震源地にもっとも近い1か所目の地震計が揺れを観測しただけでは速報が発表されない（「高度利用者向け」速報の場合は、速報が発表されるが、大きく誤差が生じることもある）。1か所目と2か所目の地震計が離れている場合は遅延がさらに伸びる。現在の観測点はほとんど陸上であり、海底で設置されている箇所は南海ドラフ巨大地震が危惧される静岡沖から日向灘までの沖合い、東北地方太平洋沖地震の震源域で日本海溝と千島海溝の沖合いである房総沖から釧路沖までの沖合い、地震活動が活発な伊豆諸島近海に集中している。海底観測点は、海溝型地震の速報を速くし精度を上げられるほか、津波の予測にも役立つ利点がある一方、設置や保守にかかるコストや労力が高く、設置はあまり進んでいない。

### 予測の誤差
気象庁は、具体的な予測震度の値は±1程度の誤差を伴うとしており、「一般向け」速報では震度の具体値を示さず、「強い揺れ」と表現している。また、「最大予測震度が5弱以上」を発表基準とする「一般向け」速報で、予測震度が4以上の地域まで広げて発表する理由として気象庁は、震度推定時の誤差、予測震度4でも、震源域の断層運動の進行により、しばらくしてから5弱となる可能性を挙げている。「一般向け」速報は出なかったが実際には意外と大きく揺れたということがありうる。
予測震度の誤差の原因として、地震波が伝播してくる経路の地盤によって各地の地震波の伝わりやすさ（走向、伝播速度、周波数特性、減衰程度）が異なること、初期の数秒の波形により算出するため初期の波形が特異なものであると計算が狂うことが挙げられる。これは、各地の地盤特性を組み込んだプログラムを導入することで改善できるが、海底など調査が十分でない地域もあり、向上が続けられている。
なお、群発地震や本震直後の余震などにより、複数の地震による波形を同時に観測すると、初期微動を過大に評価する。「一般向け」開始前の2006年4月21日に発生した伊豆半島東方沖を震源とする地震では、気象庁の発表対象とする地震計で最大震度4、防災科研の地震計では震度5弱、東大地震研の地震計では震度6弱を観測したが、速報の最大予測震度は7となり、地震波の重複により誤差が大きくなった。
| 地震発生時刻         | 震源                        | 最大予測震度 | 実際の最大震度 |
| -------------------- | --------------------------- | ------------ | -------------- |
| 2006年11月1日 23:21  | 十勝支庁南部                | 2            | 4              |
| 2006年11月30日 11:59 | 福島会津                    | 5弱          | 3              |
| 2007年3月25日 9:42   | 能登半島沖 （能登半島地震） | 5弱          | 6強            |
| 2007年3月25日 18:11  | 石川能登地方                | 3            | 5弱            |
| 2007年4月15日 12:19  | 三重中部                    | 4            | 5強            |
| 2007年5月19日 0:59   | 青森東方沖                  | 2            | 4              |
| 2007年6月23日 23:52  | 茨城沖                      | 2            | 4              |
| 2007年10月1日 2:21   | 神奈川西部                  | 4            | 5強            |

正式導入以降、「一般向け」速報運用開始（2007年10月1日9時）より前に、一部の利用者向けに発表された緊急地震速報のおもな予測誤差事例を右表に示す。最大震度が5弱以上だった地震（計9件、右表に4件）では、最大震度が最大予測震度を上回っている。なお、予測精度が一様ではなく、また予測技術やよりどころとなるデータベースが変化することから、事例間で単純な比較はできない。
「一般向け」運用開始後で見ると、2008年7月24日未明の岩手県沿岸北部地震で誤差が顕著だった。実際には岩手県沿岸北部で震度6弱から震度4を観測し、震源が深さ108キロで規模はM6.8と推定（ともに暫定値）された。一方、緊急地震速報では最大予測震度（対象に同地域を含む）が「4程度」または「5弱程度」だった。詳細には、第5報まで=「高度利用者向け」では最大予測震度が「4程度」で予測規模が「M5.8」から「M6.5」、検知20.8秒後に発表した第6報=「一般向け」とその続報では「5弱程度」で「M6.9」であり、岩手県の全域で警報が間に合わなかった。気象庁は誤差の原因として、震源が深い場合、震度が大きくなる事例が少ないので、速報を出す予測式の精度が高くないこと、この地震では、徐々に波形が大きくなる揺れ方だったことを挙げている。このように「一般向け」発表開始後しばらくの間は、地震のマグニチュードを実際より過小評価してしまうことが多かった。その後、気象庁はマグニチュード算出に使用する計算式を改良し、この地震について再予測を行ったところ、4.4秒で警報を発表できることがわかった。このプログラム改善は2009年8月3日から運用されている。
2011年に発生した東北地方太平洋沖地震（東日本大震災）の本震では一般向け緊急地震速報は東北地方のみに発表されたが、茨城県北部で震度5弱と予測した第14報が更新条件だった「初期検知から60秒」よりも後であったためで、震度5弱以上の強い揺れを観測した青森県、関東地方、甲信越地方には一般向け緊急地震速報は発表されなかった。また、予報第1報の地震検知5.4秒後にはマグニチュードを4.3と推定したが、気象庁気象研究所は、原因として最初の数秒間の振幅がきわめて小さかったことを挙げている。
また、大震災で東北地方の地震観測点の多く（10中9）が被害を受けたため、発表対象の規模の地震で発表しないなど、余震の速報が適切にできなくなった。
さらに、大震災の余震や誘発地震が頻発するなか、離れたところで複数の地震が同時発生した時に正確な情報を発信できないという問題が露呈した。たとえば、3月12日に「神奈川県西部で震度5強から6弱」という緊急地震速報が発表されたが、実際の地震はマグニチュード2.0、有感地震を観測した地点はなかった。ほぼ同時刻に長野県を震源とするマグニチュード4.1の地震が発生しており、この2つの地震のデータを合成、同一のものであり大地震とみなしたことが原因とみられる。また、4月12日には「千葉県東方沖が震源で震度5弱」とすべきところを、「福島県浜通りが震源で震度7」という誤った内容で緊急地震速報が発表されるなど、実際の震度よりも大きな震度を予測するケースが相次いだ。
この問題に対し気象庁は、ほぼ同時に起きた地震のうち緊急地震速報（警報）の発表対象としていない小規模の地震を計算の対象から外すことにより、2つの地震を誤って結びつける頻度を減らすシステム改修を行い、同年8月11日から運用している。

### 誤報
地震動を観測する地震計の技術的問題やその特性により、緊急地震速報自体に誤報が発生することはありうる。地震計の故障や雷サージ（雷による異常な電流）による誤作動、コンピュータプログラムのバグや設定ミスが原因として考えられる。
- 2007年9月1日（防災の日）には東京都墨田区による緊急地震速報のメール配信システムの登録者約5,000人に、配信を委託している会社のミスにより「震度5強の地震が発生」とのメールが誤送信されてしまった。
- 2008年7月14日19時41分に千葉県東方沖で発生した地震[181]については、一観測点の地震計における加速度基準の設定ミスにより「高度利用者向け」の誤った第1報が発表され[182]、さらに一部受信端末でこの速報の処理を誤ったことから誤情報が出力され[183]、混乱を招いた。第1報で誤報となり、第2報で正確な予測になったため、一般向け緊急地震速報は発表されなかった。気象庁は、同日中に誤報だったことを発表[182]、翌15日の記者会見で、当該地震計が設置（2003年12月）後1度も点検されていなかったことを認めて誤報を陳謝した[184][185][186]。また、当該受信端末は気象庁の審査をすり抜けており、受信端末を製造する全事業者への立ち入り調査を予定していると報じられた[183]。このトラブルではまず、千葉県にある気象庁観測点「銚子天王台」の地震計において、「高度利用者向け」速報を発表する加速度基準を100gal以上とすべきところ、誤って「10gal以上」と設定していたことにより、「千葉県銚子市付近、最大震度5弱以上」とする誤った第1報が気象庁から発表されてしまった（10.6秒後の第2報で訂正）[182]。なお実際には、観測加速度は12gal[182]、最大震度は2を観測、マグニチュードはM3.6と推定された[181]。JR東日本は自社で観測網を持つことから発表前に誤報と判断できたものの、都営地下鉄全線など運転見合わせの措置を取った路線もあった[187]。さらに、同一メーカー提供の複数の受信端末において、この速報を正しく処理できず、自然地震ではありえないマグニチュード推定値（「M12.7」）、過大な予測震度（「震度7」ほか）など、根拠のない誤情報が出力された[183]。愛知県岡崎市の小中学校では「M12.7、予測震度6弱」が出力され、生徒らが避難行動をとった[183][188]。この受信端末には震源情報が表示されず、実際には震源から遠いことがわからないなか[188]、怖さで涙ぐむ生徒もいたという[183]。また、気象庁庁舎1階にあり、速報の配信元の財団法人気象業務支援センターでも、警報音が鳴るとともに「震度7」が表示された[189]。
- 2009年8月25日には、千葉県東方沖を震源とする地震が発生し、第4報で一般向けの緊急地震速報が発表された。しかしこの地震の揺れは観測されず、のちに誤報とされた。原因は千葉県南房総市の「千葉三芳」地震計を設置した業者がソフトウェアの更新を行った際に、不要である緊急地震速報のソフトウェアまで更新したため不具合が発生してしまった。気象庁へ送られてきた情報では、実際に観測された揺れの約20倍もの強い揺れのデータだったため、予測システムが誤った情報を発表した。緊急地震速報で雷サージなどが原因で発表された誤報では「キャンセル報」を発表するが、今回の地震ではキャンセル報は発表されなかった。また、詳しい情報も気象庁のホームページ上などでしか掲載されなかったため、多くの人の混乱を招いた。気象庁では、地震が発生しなかったにもかかわらず緊急地震速報を発表した場合は、緊急地震速報と同じ仕組みでキャンセル報を送信するが、基準を満たす地震を感知した場合は配信していない[190]。この問題では地震火山部長と同部管理課長が文書厳重注意、担当業者が指名停止1か月の処分を受けた[55]。
- 2013年8月8日16時56分ごろ、「奈良県を震源とするM7.8の規模の地震が発生。奈良県と大阪府で震度6弱から7程度の揺れの恐れ」という緊急地震速報が発表された[65][64]。緊急地震速報の対象範囲は東は関東・甲信越、西は九州北部まで広い地域に渡った[63]。これを受けて、東海道・山陽新幹線が一時運転を見合わせたほか[191]、在来線や私鉄にも遅延・運休が出た。同時刻頃には和歌山県北部を震源とするM2.3の地震が発生していた[63]が、震度1以上を観測した地点はなく、またこの地震の発生とほぼ同時刻に三重県南東沖に設置していた海底地震計がノイズを検知しており、気象庁はこれを地震動として計算を行ったため実際より過大な揺れを予想したものだとし、この緊急地震速報が誤報であると認め謝罪するとともに、この海底地震計のデータ利用を中止した[192][193]。気象庁は、警報が発表されながら有感地震とならなかった例は、2009年8月の千葉県東方沖を震源とする地震以来で、対象範囲としては過去最大であった[64]。この緊急地震速報への対応と評価について、日本大学文理学部社会学科の中森広道が8月から9月にかけて、警報の対象になった地域の住民1,000人に実施したアンケート調査によれば、緊急地震速報を聞いて「本当に強い揺れがくる」と思った人は47.7パーセントだった。また、結果的に誤報となったことに「憤りを感じる」と答えた人は30.0パーセントだったのに対し、「仕方がなかった」と答えた人は39.7パーセントだった。また、この際の気象庁の対応について、もっとも問題があるという回答は「誤報であることを発表することが遅かった」（37.6パーセント）だった[194]。
- 2016年8月1日17時9分ごろ、「東京湾を震源とするマグニチュード9.1の地震が発生」と高度利用者向け情報が送信されたが、地震は起きず、すぐにキャンセル報が出された。原因は落雷による観測点の電源部の故障[195]。この際、高度利用者向け情報を利用したスマートフォン等の一部アプリにおいてキャンセル報の自動送信に対応していなかったために長時間にわたって情報が削除されず、アプリを利用するユーザーに混乱が発生した[41]。
- 2020年7月30日9時38分ごろ、「房総半島南方沖を震源とするM7.3程度の地震が発生。最大震度5強程度の揺れの恐れ」という緊急地震速報が発表され、関東、伊豆諸島、東海、甲信越、福島県に警報が発表された。実際に発生したのは鳥島近海を震源とするM5.8の地震で、震度1以上の揺れを観測した地点はなかった[67]。この緊急地震速報を受けて、東海道新幹線が停電の影響で運転見合わせとなった[196]。気象庁は会見を開き、「緊急地震速報の処理において震源を本来とは異なる位置に決定し、マグニチュードを過大に推定した。国民のみなさまには多大なご迷惑をおかけしたことをお詫びいたします」と陳謝した[68]。

### 警報の誤報及び過大予測の一覧
出典：

#### 2つ以上の地震を統合した警報の過大予測
- 震度5弱未満かつ2つ以上同時多発した地震に対する警報を記載。
- 実際の震源は同時多発した地震の震源全てを表記。
  - 最大震度を観測した地震は太字。
  - 最大震度を観測しなかった地震はノーマル字体。
  - 震度1未満の地震は（）に表記。

##### 2011年

###### 3月
| 発表日時            | 予測震源位置 | 最大予測震度 | → | 実際の震源位置                 | 実際の最大震度 |
| ------------------- | ------------ | ------------ | - | ------------------------------ | -------------- |
| 2011年3月12日 4:16  | 新潟中越地方 | 5強          | → | 新潟中越地方 福島沖            | 3              |
| 2011年3月12日 5:11  | 新潟中越地方 | 5強          | → | 三陸沖 新潟中越地方            | 3              |
| 2011年3月12日 6:19  | 神奈川西部   | 6弱          | → | 長野北部 （神奈川西部）        | 3              |
| 2011年3月12日 6:34  | 長野北部     | 6強          | → | 福島沖 長野北部 （長野北部）   | 4              |
| 2011年3月12日 22:26 | 岩手沖       | 5弱          | → | 長野北部 岩手沖 （千葉東方沖） | 3              |
| 2011年3月14日 15:52 | 長野中部     | 6弱          | → | 福島沖 （長野中部）            | 4              |
| 2011年3月14日 16:25 | 長野中部     | 6弱          | → | 茨城沖 長野中部                | 3              |
| 2011年3月15日 1:35  | 新潟中越地方 | 5弱          | → | 新潟中越地方 東京湾            | 2              |
| 2011年3月15日 5:33  | 岐阜飛騨地方 | 5強          | → | 千葉東方沖 （岐阜飛騨地方）    | 1              |
| 2011年3月16日 2:40  | 茨城沖       | 5強          | → | 千葉東方沖 （茨城沖）          | 2              |
| 2011年3月16日 12:23 | 茨城沖       | 5弱          | → | 福島沖 （茨城沖）              | 2              |
| 2011年3月19日 6:18  | 栃木北部     | 5弱          | → | 茨城沖 栃木北部                | 2              |
| 2011年3月19日 8:32  | 秋田内陸南部 | 5弱          | → | 岩手沖 （秋田内陸南部）        | 4              |
| 2011年3月20日 14:19 | 宮城沖       | 6弱          | → | 福島浜通り （宮城沖）          | 3              |
| 2011年3月22日 12:38 | 福島浜通り   | 6強          | → | 千葉東方沖 （福島浜通り）      | 4              |
| 2011年3月23日 1:12  | 栃木北部     | 6強          | → | 茨城沖 栃木北部                | 3              |
| 2011年3月25日 20:36 | 岩手沖       | 6弱          | → | 宮城沖 （岩手沖）              | 4              |
| 2011年3月27日 19:23 | 茨城北部     | 5強          | → | 千葉東方沖 （茨城北部）        | 2              |

###### 4月 - 12月
| 発表日時            | 予測震源位置 | 最大予測震度 | → | 実際の震源位置            | 実際の最大震度 |
| ------------------- | ------------ | ------------ | - | ------------------------- | -------------- |
| 2011年4月3日 16:38  | 茨城南部     | 5強          | → | 福島沖 （茨城南部）       | 4              |
| 2011年4月4日 18:29  | 千葉東方沖   | 5強          | → | 福島沖 （千葉東方沖）     | 2              |
| 2011年4月12日 10:23 | 茨城北部     | 5強          | → | 千葉東方沖 （茨城北部）   | 2              |
| 2011年4月12日 12:20 | 千葉東方沖   | 5弱          | → | 千葉東方沖 福島浜通り     | 2              |
| 2011年4月12日 16:14 | 長野北部     | 6弱          | → | 長野北部 福島浜通り       | 4              |
| 2011年4月14日 6:43  | 宮城沖       | 6弱          | → | ･福島浜通り （宮城沖）    | 3              |
| 2011年4月14日 20:24 | 岩手沖       | 6弱          | → | 福島浜通り （岩手沖）     | 3              |
| 2011年4月15日 23:34 | 福島浜通り   | 6強          | → | 岩手沖 （福島浜通り）     | 3              |
| 2011年4月24日 20:50 | 福島会津     | 6弱          | → | 福島浜通り （福島会津）   | 3              |
| 2011年4月30日 2:04  | 岩手沖       | 6強          | → | 千葉東方沖 （岩手沖）     | 3              |
| 2011年5月11日 4:58  | 福島沖       | 5弱          | → | 宮城沖 （福島沖）         | 2              |
| 2011年5月28日 22:54 | 千葉東方沖   | 5強          | → | 福島浜通り （千葉東方沖） | 2              |
| 2011年6月10日 22:39 | 山形置賜     | 5強          | → | 宮城沖 （山形置賜）       | 3              |
| 2011年6月24日 23:46 | 新潟下越沖   | 6強          | → | 福島沖 （宮城中部）       | 3              |

##### 2012年 -
| 発表日時            | 予測震源位置 | 最大予測震度 | → | 実際の震源位置                     | 実際の最大震度 |
| ------------------- | ------------ | ------------ | - | ---------------------------------- | -------------- |
| 2012年1月12日 12:20 | 茨城沖       | 5弱          | → | 福島沖 （茨城北部）                | 4              |
| 2012年5月14日 8:17  | 福島中通り   | 5強          | → | 千葉北東部 （福島中通り）          | 3              |
| 2012年6月21日 13:19 | 福島浜通り   | 6弱          | → | 宮城中部 （福島浜通り）            | 2              |
| 2016年4月16日 4:15  | 熊本阿蘇地方 | 6弱          | → | 熊本地方 大分中部 （熊本阿蘇地方） | 3              |
| 2016年4月16日 11:29 | 日向灘       | 7            | → | 熊本地方 （大分中部）              | 3              |
| 2016年4月17日 19:30 | 熊本地方     | 5強          | → | 大分中部 熊本地方                  | 2              |
| 2018年1月5日 11:02  | 茨城沖       | 5強          | → | 茨城沖 富山西部                    | 3              |

#### 震度を観測しなかった地震の警報
震度を観測しなかった地震に対して発表された警報。
| 発表日時           | 予測震源       | 最大予測震度 | → | 実際の震源 | 実際の最大震度 |
| ------------------ | -------------- | ------------ | - | ---------- | -------------- |
| 2009年8月25日 6:37 | 千葉東方沖     | 5弱          | → | 千葉東方沖 | 震度1未満      |
| 2013年8月8日 16:56 | 奈良           | 7            | → | 和歌山北部 | 震度1未満      |
| 2020年7月30日 9:38 | 房総半島南方沖 | 5強          | → | 鳥島近海   | 震度1未満      |

### 利用者の周知
緊急地震速報の誤差などの問題が改善されても、最終的には利用者の周知が問題である。いくら誤差がなくなり、確実な速報発表であっても、利用者（テレビ視聴者など）が、速報を正しく理解しなければ、被害の軽減は図れない。
速報が発表されてから強い揺れまでの猶予時間は、多くの場合長くて数秒程度しかない。このため、発表時の対応が周知徹底されていないと、群衆が非常口に殺到する、速報を受けて自動車が急ブレーキをかけて玉突き衝突を誘発するといったパニックを引き起こし、二次災害が発生する可能性があると考えられていた。こういった公衆への速報の早期提供開始に対する慎重論から、2007年春に予定されていた本運用開始は延期され、改めて10月からの運用が決まった。
本運用開始から約8か月後に発生した2008年6月14日の岩手・宮城内陸地震において、本震の速報発表をテレビ・ラジオ等で見た人を対象に民間調査会社がアンケートを行った。その結果、回答者の半数が「すでに起きた地震の震度速報と思った」という結果となった。調査会社が岩手・宮城内陸地震後に行った調査では、「緊急地震速報発表時の対応」として、「すでに発生した地震の震度速報だと思った」といった意見が複数あった一方、「家具を押さえつけた」といった意見があり、周知徹底がされていない状況があった。

### 詐欺
気象庁によれば、「緊急地震速報の受信装置の設置が義務化されている」などと偽って機器などを販売する悪質な訪問販売業者も出てきており、住宅用火災報知機の設置義務化時などと同様の被害が出ることが懸念されている。

### 情報格差
すべての人が速報受信機能つき携帯電話を持っているわけではなく、またテレビやラジオをつけたままにしているわけではない。さらに、有線ラジオ放送では警報告知は行われない。そのため、すべての人が常時緊急地震速報を受信できる状態にはなく、個々人の緊急地震速報の受信確率には情報格差が生じる。
また、2009年8月11日の早朝5時7分に発生した駿河湾地震（M6.5、最大震度6弱）ではテレビを見ていた人は少なかっただろうとの指摘が報道されたのをはじめ、同じ個人でも就寝中や仕事中はテレビをつけていないなど、状況によって受信環境は異なる。地震の発生状況や震度を知らせる速報などに比べて速報性が重視される緊急地震速報において、1回の受信の可能・不可能は、地震の発生を揺れの前に知ることができるかできないか、あるいは自身の安全に直結する。技術的な対応などで受信率を上げる検討がなされているが、国民全員を完全にカバーすることは難しい。
2007年の開始以降、緊急地震速報（一般向け）が実際に発表された回数には地域差があり、これが原因とみられる住民の意識の違いも指摘されている。東日本で緊急地震速報の発表が急増した東北地方太平洋沖地震から1年後の2012年3月に日本大学文理学部社会学科の中森広道が行った住民への意識調査では、東日本と西日本とで緊急地震速報に関する認識や評価に差があるとされた。強い地震は東日本に偏って発生しているのが原因で、近畿、中国、四国の各地方の多くの府県では、2013年4月13日朝に発生した震度6弱の淡路島地震で初めて緊急地震速報（一般向け）が発表されており、その後気象庁は住民へのアンケート調査を行った。緊急地震速報の認知度自体は8割、速報を実際に聞いた人も7割に上り、そのうち「地震が来る」と適切に理解できた人が約50パーセントを占めた一方、その意味を咄嗟に理解できなかった人が約30パーセント、何をしてよいかわからなかった人が約15パーセントいた。